# Liste der Kulturdenkmale in Kreischa
Die Liste der Kulturdenkmale in Kreischa  enthält die Kulturdenkmale in der Gemeinde Kreischa und ihren Ortsteilen im sächsischen Landkreis Sächsische Schweiz-Osterzgebirge. Die Anmerkungen sind zu beachten.
Diese Liste ist eine Teilliste der Liste der Kulturdenkmale im Landkreis Sächsische Schweiz-Osterzgebirge.

Diese Liste ist eine Teilliste der Liste der Kulturdenkmale in Sachsen.

## Legende
- Bild: Bild des Kulturdenkmals, ggf. zusätzlich mit einem Link zu weiteren Fotos des Kulturdenkmals im Medienarchiv Wikimedia Commons. Wenn man auf das Kamerasymbol klickt, können Fotos zu Kulturdenkmalen aus dieser Liste hochgeladen werden:
- Bezeichnung: Denkmalgeschützte Objekte und ggf. Bauwerksname des Kulturdenkmals
- Lage: Straßenname und Hausnummer oder Flurstücknummer des Kulturdenkmals. Die Grundsortierung der Liste erfolgt nach dieser Adresse. Der Link (Karte) führt zu verschiedenen Kartendiensten mit der Position des Kulturdenkmals. Fehlt dieser Link, wurden die Koordinaten noch nicht eingetragen. Sind diese bekannt, können sie über ein Tool mit einer Kartenansicht einfach nachgetragen werden. In dieser Kartenansicht sind Kulturdenkmale ohne Koordinaten mit einem roten bzw. orangen Marker dargestellt und können durch Verschieben auf die richtige Position in der Karte mit Koordinaten versehen werden. Kulturdenkmale ohne Bild sind an einem blauen bzw. roten Marker erkennbar.
- Datierung: Baubeginn, Fertigstellung, Datum der Erstnennung oder grobe zeitliche Einordnung entsprechend des Eintrags in der sächsischen Denkmaldatenbank
- Beschreibung: Kurzcharakteristik des Kulturdenkmals entsprechend des Eintrags in der sächsischen Denkmaldatenbank, ggf. ergänzt durch die dort nur selten veröffentlichten Erfassungstexte oder zusätzliche Informationen
- ID: Vom Landesamt für Denkmalpflege Sachsen vergebene, das Kulturdenkmal eindeutig identifizierende Objekt-Nummer. Der Link führt zum PDF-Denkmaldokument des Landesamtes für Denkmalpflege Sachsen. Bei ehemaligen Kulturdenkmalen können die Objektnummern unbekannt sein und deshalb fehlen bzw. die Links von aus der Datenbank entfernten Objektnummern ins Leere führen. Ein ggf. vorhandenes Icon  führt zu den Angaben des Kulturdenkmals bei Wikidata.

## Kreischa
| Bild           | Bezeichnung | Lage                                   | Datierung                                                            | Beschreibung | ID       |
| -------------- | --- | -------------------------------------- | -------------------------------------------------------------------- | --- | -------- |
|                | Wohnhaus (mit Inschrifttafel), zwei Seitengebäude und Handschwengelpumpe eines Bauernhofes | Am Eichberg 6 (Karte)                  | bez. 1819                                                            | Wohnhaus mit Fachwerk-Obergeschoss (zum Teil verbrettert) und Korbbogenportal, Seitengebäude zum Teil verbrettert, prägnante Hanglage, baugeschichtlich und wirtschaftsgeschichtlich von Bedeutung Wohnhaus zweigeschossig, Korbbogen bezeichnet 1842, Obergeschoss zum Teil verbrettert, Krüppelwalmdach, Seitengebäude zweigeschossig, zum Teil verbrettert, Satteldach, zweites Seitengebäude massiv, Schleppdach. | 09278851 |
|                | Wohnhaus | Dresdner Straße 1 (Karte)              | bez. 1839                                                            | Putzbau mit Segmentbogenportal, Zwillingsfenster im Giebel, straßenbildprägend, baugeschichtlich von Bedeutung, zweigeschossig, massiv, Segmentbogenportal, Sandsteingewände, rundbogige Zwillingsfenster im Giebel, Satteldach. | 09278822 |
|                | Sachgesamtheit Rittergut Kreischa, bestehend aus den Einzeldenkmalen: Herrenhaus, Wirtschaftshof des ehemaligen Rittergutes mit Wohn- und Wirtschaftsgebäude, sog. Brauhaus und weiteren Gebäuden des ehemaligen Rittergutes und Mauer als Sachgesamtheitsteile sowie dem Park (Gartendenkmal) | Dresdner Straße 2; 4; 6; 8; 10 (Karte) | um 1870                                                              | Sachgesamtheit Rittergut Kreischa, bestehend aus den Einzeldenkmalen: Herrenhaus (ID-Nr. 09278821), Wirtschaftshof des ehemaligen Rittergutes mit Wohn- und Wirtschaftsgebäude (ID-Nr. 09278825), sog. Brauhaus (ID-Nr. 09278828) und weiteren Gebäuden des ehemaligen Rittergutes (Dresdner Straße 4/6 und Lungkwitzer Straße 3) und Mauer als Sachgesamtheitsteile sowie dem Park (Gartendenkmal) – ortsgeschichtlich bedeutend. | 09278820 |
|                | Wohn- und Wirtschaftsgebäude (Einzeldenkmal zu ID-Nr. 09278820) | Dresdner Straße 2 (Karte)              | um 1850 (Wohn- und Wirtschaftsgebäude)                               | Einzeldenkmal der Sachgesamtheit Rittergut Kreischa: Wohn- und Wirtschaftsgebäude (zwei Anschriften: Lungkwitzer Straße 1 und Dresdner Straße 2) – ortsgeschichtlich von Bedeutung, zweigeschossig mit Heuboden, Drempel, markantem Giebel, Satteldach, Massivbauten mit Satteldächern, im Erdgeschoss teilweise noch mit alten Stallgewölben. Bauzustand befriedigend. Heuaufzug ist zu erhalten. | 09278825 |
|                | Brauhaus (Einzeldenkmal zu ID-Nr. 09278820) | Dresdner Straße 8 (Karte)              | 18. Jh.                                                              | Einzeldenkmal der Sachgesamtheit Rittergut Kreischa: Brauhaus (zwei Anschriften: Lungkwitzer Straße 5 und Dresdner Straße 8) – ortsgeschichtlich bedeutend; Langgestreckter, zweigeschossiger Baukörper in massiver Bauweise mit steilem Satteldach. Es ist das wertvollste Gebäude innerhalb des Wirtschaftshofes, in einem äußerlich akzeptablen baulichen Zustand und vollständig zu erhalten. Denkmalwerte im Innern sind die wertvollen Gewölbe im Keller- und Erdgeschossbereich. Zu erhalten sind ferner die korbbogigen Fensternischen im 1. Obergeschoss. | 09278828 |
|                | Ufermühle | Dresdner Straße 9 (Karte)              | 2. Hälfte 19. Jh.                                                    | Wohnhaus, ehemals Mühle, mit winkelförmigem Anbau – Obergeschoss Fachwerk, straßenbildprägend, baugeschichtlich und ortsgeschichtlich von Bedeutung. Obergeschoss Fachwerk, Eckstreben, zweigeschossig, Satteldach, ohne Anbauten, verändert. | 09278823 |
| Weitere Bilder | Herrenhaus, heute Rathaus (Einzeldenkmal zu ID-Nr. 09278820) | Dresdner Straße 10 (Karte)             | um 1870                                                              | Einzeldenkmal der Sachgesamtheit Rittergut Kreischa: Herrenhaus, heute als Rathaus genutzt, repräsentatives Herrenhaus mit historisierender Fassade und markantem Turm, Anlage baugeschichtlich und ortsgeschichtlich bedeutend. | 09278821 |
|                | Dr. Bartels Sanatorium; Sanatorium Kreischa; Klinik Bavaria | Dresdner Straße 12 (Karte)             | um 1880 (älterer Teil Haus A, Haus C und D sowie König-Albert-Halle) | Sanatoriumsanlage mit Großem Kurhaus (Haus A), Kleinem Kurhaus (Haus C), älterem Teil des Hauses D, Haus E, Villa Dr. Bartels oder Parkvilla (Haus I) und Haus B (sog. Wismutbau) – baugeschichtlich und ortsgeschichtlich sowie in Teilen auch künstlerisch bedeutend. | 09278826 |
|                | Mietshaus | Fichtestraße 1 (Karte)                 | um 1890                                                              | schlichter Putzbau mit Holzzierelementen, straßenbildprägend durch prägnante Ecklage, baugeschichtlich von Bedeutung. Dreigeschossig, Gurtgesims, breiter, mittiger Dacherker, zwei Dachhäuschen, Krüppelwalmdach, zwei Balkone, Holzzierelemente, Fenster zum Teil verändert, Eckquaderung. | 09278883 |
|                | Wohnhaus, mit seitlichem Anbau und Nebengebäude | Hauptstraße 6 (Karte)                  | 2. Hälfte 19. Jh.                                                    | Fachwerk im Obergeschoss verputzt, straßenbildprägend, Druckerei seit 1890, ortsgeschichtlich von Bedeutung. Druckerei seit 1890, verändert, ehemaliges Stallgebäude: zweigeschossig, Krüppelwalmdach, unten Rundbogenfenster, Wohnhaus: zweigeschossig, massiv, Walmdach. | 09278903 |
|                | Mietshaus | Hauptstraße 10 (Karte)                 | 1890er Jahre                                                         | straßenbildprägendes, gründerzeitliches Klinkergebäude, baugeschichtlich von Bedeutung. Zweigeschossig, Klinker, Sandsteinzierelemente, Dachhäuschen, Dacherker, Walmdach, Ladeneinbau. | 09278902 |
|                | Wohnstallhaus und Toranlage (Torbogen und Pforte sowie Relieftafel) eines Bauernhofes | Hauptstraße 13 (Karte)                 | bez. 1797                                                            | Wohnstallhaus Obergeschoss Fachwerk verputzt, straßenbildprägend, ortstypische repräsentative Toreinfahrt, baugeschichtlich von Bedeutung. Wohnstallhaus zweigeschossig, Relief in Fassade bezeichnet, Obergeschoss Fachwerk (verputzt), Krüppelwalmdach, Torbogen mit großer Rundbogenöffnung, seitliche Pforte mit Korbbogen, Schlusssteine. | 09278899 |
|                | Mittelmühle | Hauptstraße 22 (Karte)                 | 2. Hälfte 19. Jh.                                                    | Ehemalige Mühle (hakenförmiger Grundriss), heute Wohnhaus – Obergeschoss Fachwerk, straßenbildprägend, bedeutend für die Ortsgeschichte. Mühlengebäude zweigeschossig, Obergeschoss Fachwerk, unten massiv, Türstöcke und Gewände zum Teil Sandstein, Satteldach, teilweise verändert, Fachwerk partiell verputzt, Mühltechnik nicht erhalten. | 09278900 |
|                | Wohnhaus | Hauptstraße 23 (Karte)                 | bez. 1925                                                            | straßenbildprägender Putzbau im Heimatstil, Obergeschoss verschiefert, Verschieferung mit figürlicher Darstellung (Ritter), baugeschichtlich von Bedeutung. Massiv, dreigeschossig, Obergeschoss verschiefert, Muster, Verschieferung bezeichnet, ohne Anbau, Verschieferung mit figürlicher Darstellung (Ritter). | 09278908 |
|                | Brunnen mit weiblicher Sitzfigur | Haußmannplatz (Karte)                  | 1910–1911                                                            | platzprägende Brunnenanlage, Bildhauer: Max Dittert, ortsgeschichtlich und künstlerisch von Bedeutung. Bronzener weiblicher Sitzfigur, Becken achteckig, Pfeiler mit zwei Putten, errichtet zu Ehren von Ferdinand Haußmann (Rittergutsbesitzer). | 09278814 |
|                | Gasthof „Zum Erbgericht“ | Haußmannplatz 3 (Karte)                | Ende 19. Jh.                                                         | Gasthof mit Saalanbau, Nebengebäude, Wagenremise und Einfriedung mit Toreinfahrt – platzbestimmendes Gebäude, gründerzeitliche Fassade, markante Dachaufbauten, baugeschichtlich und ortsgeschichtlich von Bedeutung. Dreigeschossig, Dachaufbauten, Putznutung im Sockel, Gurtgesims, Sandsteinfenstergewände, Fensterverdachungen, Erdgeschossfenster, Rundbogen mit Reliefs, Fenster erneuert. | 09278817 |
|                | Wohnhaus mit Anbau (Café) | Haußmannplatz 6 (Karte)                | 2. Hälfte 19. Jh.                                                    | markanter Putzbau mit Krüppelwalmdach, straßenbildprägend, ortsgeschichtlich von Bedeutung. Zweigeschossig, mit Anbau, Rundbogenfenster, profilierte Gewände, Schleppgaupe, Krüppelwalmdach. verändert | 09278818 |
|                | Friedhof Kreischa (Gartendenkmal), mit Einfriedungsmauer, Baumreihe und Friedhofstor | Hermsdorfer Straße (Karte)             | 19. Jh. (Friedhof)                                                   | ortsgeschichtlich von Bedeutung. | 09301316 |
|                | Wohnstallhaus, Scheune und Seitengebäude eines Bauernhofes | Kirchweg 32 (Karte)                    | bez. 1893                                                            | Wohnstallhaus schlichter Putzbau, Scheune verbrettert, straßenbildprägende Hofanlage, baugeschichtlich und wirtschaftsgeschichtlich von Bedeutung. Wohnstallhaus zweigeschossig, Satteldach, Scheune zweigeschossig, Obergeschoss verbrettert, Seitengebäude eingeschossig, Satteldach, prägnante Toreinfahrt als Zufahrt zur Scheune. | 09278907 |
|                | Wohnstallhaus, Scheune und Toreinfahrt eines Bauernhofes | Kirchweg 34 (Karte)                    | 2. Hälfte 19. Jh.                                                    | Wohnstallhaus Putzbau mit Drillingsfenster im Giebel, Scheune verbrettert, ortsbildprägender Bauernhof, baugeschichtlich und wirtschaftsgeschichtlich von Bedeutung. Wohnstallhaus: zweigeschossig, Korbbogen, Giebel mit Drillingsfenstern, Sandsteingewände, Satteldach, Scheune: Obergeschoss verbrettert, Satteldach, Toreinfahrt, repräsentativ. | 09278906 |
| Weitere Bilder | Dorfkirche Kreischa sowie Kirchhof | Lungkwitzer Straße (Karte)             | Kern 16. Jh.                                                         | Kirche (mit Ausstattung) sowie Kirchhof mit Grabmälern, Einfriedungs- und Stützmauer – Saalkirche mit hohem Turm an der Nordseite und eingezogenem Chor, im Kern mittelalterlicher Sakralbau, barock überformt, baugeschichtlich, ortsgeschichtlich und ortsbildprägend von Bedeutung. | 09278836 |
|                | Wohn- und Wirtschaftsgebäude (Einzeldenkmal zu ID-Nr. 09278820) | Lungkwitzer Straße 1 (Karte)           | um 1850 (Wohn- und Wirtschaftsgebäude)                               | Einzeldenkmal der Sachgesamtheit Rittergut Kreischa: Wohn- und Wirtschaftsgebäude (zwei Anschriften: Lungkwitzer Straße 1 und Dresdner Straße 2) – ortsgeschichtlich von Bedeutung. Zweigeschossig mit Heuboden, Drempel, markantem Giebel, Satteldach, Massivbauten mit Satteldächern, im Erdgeschoss teilweise noch mit alten Stallgewölben. Bauzustand befriedigend. Heuaufzug ist zu erhalten. | 09278825 |
|                | Wohnhaus | Lungkwitzer Straße 2 (Karte)           | 1890er Jahre                                                         | schlichter Putzbau von klassizistischer Wirkung, mit Dacherker, prägnante Ecklage, baugeschichtlich von Bedeutung. Zweigeschossig, Ladeneinbau, Fensterverdachungen, Sandsteingewände profiliert, schlichte Putzgliederung unterhalb der Traufe, breiter, mittiger Dacherker, Satteldach. | 09278819 |
|                | Brauhaus (Einzeldenkmal zu ID-Nr. 09278820) | Lungkwitzer Straße 5 (Karte)           | 18. Jh.                                                              | Einzeldenkmal der Sachgesamtheit Rittergut Kreischa: Brauhaus (zwei Anschriften: Lungkwitzer Straße 5 und Dresdner Straße 8) – ortsgeschichtlich bedeutend. Langgestreckter, zweigeschossiger Baukörper in massiver Bauweise mit steilem Satteldach. Es ist das wertvollste Gebäude innerhalb des Wirtschaftshofes, in einem äußerlich akzeptablen baulichen Zustand und vollständig zu erhalten. Denkmalwerte im Innern sind die wertvollen Gewölbe im Keller- und Erdgeschossbereich. Zu erhalten sind ferner die korbbogigen Fensternischen im 1. Obergeschoss. | 09278828 |
|                | Wohnhaus (Vierflügelbau um einen Innenhof) | Lungkwitzer Straße 6 (Karte)           | 18. Jh.                                                              | Obergeschoss Fachwerk verbrettert, mit Korbbogenportal, straßenbildprägend, eines der ältesten Gebäude von Kreischa, baugeschichtlich von Bedeutung. Massiv, zweigeschossig, Korbbogenportal, Obergeschoss Fachwerk verputzt, Sandsteinfenstergewände, Walmdach. | 09278835 |
|                | Pfarrhaus, Pfarrgarten mit altem Baumbestand | Lungkwitzer Straße 8 (Karte)           | 1895                                                                 | Pfarrhaus, Pfarrgarten mit altem Baumbestand, Einfriedung und Stützmauer an der Hermsdorfer Straße, im Vorgarten Steinkreuz – repräsentatives Gebäude der Gründerzeit, Anklänge an den neogotischen und Neorenaissance-Stil, baugeschichtlich und ortsgeschichtlich von Bedeutung. Massiv, zweigeschossig, Frontispiz, gotisierendes Eingangsportal mit Holzziergiebel, Walmdach, Sandsteinfenstergewände, Gartenseite mit zweigeschossigem Holzbalkon, straßenbildprägend.                                                                                        | 09278887 |
|                | Villa Dr. Pohl | Lungkwitzer Straße 15 (Karte)          | 1880                                                                 | Villa mit Nebengebäude – gründerzeitlicher Putzbau, Nebengebäude mit Fachwerkgiebel, baugeschichtlich und ortsgeschichtlich von Bedeutung. Villa zweigeschossig, Gurtgesims, profiliert, Sandsteinfenstergewände, Rundbogen, Konsolen, Auslucht, Walmdach, prägnantes Vordach an Rückseite der Villa, Nebengebäude (Wohnhaus): Drempel mit Fachwerk, Eckrisalit, Dach einseitig abgewalmt, Sandsteinfenstergewände, straßenbildprägend. | 09278888 |
|                | Mietshaus | Lungkwitzer Straße 28 (Karte)          | um 1900                                                              | schlichter Putzbau mit Holzveranden und prägnanter Dachlandschaft, straßenbildprägend, baugeschichtlich von Bedeutung. Zweigeschossig, Mittelrisalit, an beiden Seiten verbrettert, Wintergarten, Sandsteingewände, Dachhäuschen, dreieckige Dachgaupen, Traufgesims, abgesetztes Walmdach, Fenster zum Teil erneuert. | 09278892 |
|                | Königsmühle | Possendorfer Straße 7 (Karte)          | bez. 1854                                                            | Wohnstallhaus, Seitengebäude und Scheune eines Mühlenanwesens – Wohnstallhaus massiv, Seitengebäude und Scheune in Fachwerkbauweise, prägnante Lage, baugeschichtlich und ortsgeschichtlich von Bedeutung. Wohnstallhaus massiv, zweigeschossig, Sockel, Sandsteingewände, Scheune Fachwerk, Wirtschaftsgebäude im Obergeschoss Fachwerk und massiv, Mühlentechnik nicht mehr erhalten. | 09278896 |
|                | Villa | Quohrener Straße 15 (Karte)            | lt. Auskunft 1912                                                    | im Reform- und Heimatstil, weitgehend unverändert erhalten, baugeschichtlich von Bedeutung. Unregelmäßiger Grundriss, zum Teil Rundbogenfenster, Satteldach, Mittelteil mit Walmdach, reiche Detailornamente erhalten, Holzaufgang. | 09278895 |
|                | Untermühle | Quohrener Straße 37 (Karte)            | um 1900                                                              | Wohnstallhaus, zwei Seitengebäude und Scheune eines Mühlenanwesens – Wohnstallhaus verputzter Massivbau mit Drillingsfenster im Giebel, beide Seitengebäude Obergeschoss Fachwerk, Scheune verbrettert, straßenbildprägendes Gehöft, baugeschichtlich und wirtschaftsgeschichtlich von Bedeutung. Wohnstallhaus (ohne Anbauten) zweigeschossig, Satteldach mit Giebelbekrönungen, Wirtschaftsgebäude massiv, verbretterter Aufgang (Sichtfachwerk), Scheune/zweites Seitengebäude mit Sichtfachwerk, Krüppelwalmdach, verändert, zwei Stützmauern.                 | 09278894 |
|                | Wohnhaus, mit Garten und Einfriedung | Rosenstraße 12 (Karte)                 | um 1930                                                              | im traditionalistischen Stil der 1920er/1930er Jahre, Anklänge an Neue Sachlichkeit, baugeschichtlich von Bedeutung. Zweigeschossiger, massiver Putzbau, teilweise Fensterläden, Walmdach mit Überstand, Veranda. | 09300708 |
|                | Hauswaldmühle | Turnerweg 14 (Karte)                   | bez. 1802                                                            | Wohnmühlenhaus, Seitengebäude und Toranlage (Torbogen und Pforte) eines Mühlenanwesens – Wohnhaus mit Fachwerk-Obergeschoss und Korbbogenportalen, Seitengebäude massiv, Mühlenanwesen in exponierter Lage, baugeschichtlich und ortsgeschichtlich von Bedeutung. Wohnhaus zweigeschossig, Türsturz bezeichnet, Sandsteingewände, Bruchsteinmauerwerk, Obergeschoss Fachwerk, Satteldach, Wirtschaftsgebäude massiv, zweigeschossig, Satteldach, Scheune zum Teil verbrettert, Satteldach.                                                                         | 09278806 |
|                | Alte Schänke | Wiesenstraße 1 (Karte)                 | bez. 1711                                                            | Ehemaliger Gasthof – Putzbau, prägnante Ecklage, ortsgeschichtlich von Bedeutung. Drempelgeschoss, Pilastergliederung im Putz, Fassadenmalerei, Fassade bezeichnet, Satteldach. | 09278890 |
|                | Postgebäude | Zur Post 2 (Karte)                     | Ende 19. Jh.                                                         | Putzbau mit ungewöhnlich gestalteten Fenstereinfassungen, straßenbildprägend, weitgehend unverändert erhalten, baugeschichtlich und ortsgeschichtlich von Bedeutung. Zweigeschossig, massiv, Sandsteinfenstergewände, Satteldach, Fenstergitter, Traufleiste, Zierknaggen, Giebel, hölzernes Vorhäuschen, Einfriedung, Gebäude liegt unmittelbar neben dem ehemaligen Betriebshof der Lockwitztalbahn von Dresden-Niedersedlitz nach Kreischa (Fahrverkehr 1977 eingestellt).                                                                                      | 09278897 |

## Babisnau
| Bild | Bezeichnung | Lage                          | Datierung | Beschreibung | ID       |
| ---- | --- | ----------------------------- | --------- | --- | -------- |
|      | Relieftafel (Gekreuzigter) in der Hofmauer eines Bauernhofes                                                                                                | Bärenklauser Straße 3 (Karte) | bez. 1568 | künstlerisch und ortsgeschichtlich von Bedeutung. Als Spolie in die Frontmauer des Bauernhofes eingefügt, Haustür (ca. 50 × 35 cm) zeigt ein Relief „Gekreuzigter“ (INRI) in einer Bogenstellung mit Kämpfer, links und rechts daneben Jahreszahlen 1822 und 1568 (9) sowie noch andere noch nicht deutbare Zeichen. | 09299812 |
|      | Wohnstallhaus, Seitengebäude (mit Kumthalle) und Scheune eines Dreiseithofes sowie Toreinfahrt und Einfriedung, Torbogen an der Scheune und zwei Hofbrunnen | Bärenklauser Straße 7 (Karte) | um 1890   | geschlossen erhaltene Hofanlage in Massivbauweise, Wohnstallhaus und Seitengebäude mit Zwillingsfenster im Giebel, Seitengebäude mit seltener dreibogiger Kumthalle, reich gestaltete Hofeinfriedung, baugeschichtlich, wirtschaftsgeschichtlich und ortsbildprägend von Bedeutung. Wohnstallhaus zweigeschossig, massiv, Sandsteingewände, Gurtgesims, Fensterverdachungen, Fassade bezeichnet, Satteldach, Stallgebäude repräsentativ, Brunnen jeweils etwa 18 m tief, miteinander verbunden. | 09278882 |

## Bärenklause
| Bild | Bezeichnung | Lage                     | Datierung                   | Beschreibung | ID       |
| ---- | --- | ------------------------ | --------------------------- | --- | -------- |
|      | Sachgesamtheit Rittergut Bärenklause mit den Einzeldenkmalen: Herrenhaus und Einfriedungsmauer des Gutsparks und Park (Gartendenkmal) mit Teich, weiterhin mit den Sachgesamtheitsteilen: zwei Wohn- und Wirtschaftsgebäude des Rittergutes | Am Teich 3; 4; 5 (Karte) | 1880er Jahre, im Kern älter | Sachgesamtheit Rittergut Bärenklause, bestehend aus den Einzeldenkmalen: Herrenhaus (Nr. 4) und Einfriedungsmauer des Gutsparks (ID-Nr. 09278877) und Park (Gartendenkmal) mit Teich, weiterhin mit den Sachgesamtheitsteilen: zwei Wohn- und Wirtschaftsgebäude des Rittergutes (Nr. 3 und Nr. 5) – Herrenhaus von klassizistischer Wirkung, ortsgeschichtlich und landschaftsprägend bedeutend. Herrenhaus: massiv, zweigeschossig, rustizierter Sockel, Gurtgesimse, Fensterverdachungen, turmartiger Vorbau, Freitreppe und Einfriedung, verändert. | 09301318 |
|      | Herrenhaus und Einfriedungsmauer des Gutsparks (Einzeldenkmal zu ID-Nr. 09301318) | Am Teich 4 (Karte)       | 1880er Jahre                | Einzeldenkmale der Sachgesamtheit Rittergut Bärenklause: Herrenhaus und Einfriedungsmauer des Gutsparks – Herrenhaus von klassizistischer Wirkung, ortsgeschichtlich bedeutend. Herrenhaus: massiv, zweigeschossig, rustizierter Sockel, Gurtgesimse, Fensterverdachungen, turmartiger Vorbau, Freitreppe und Einfriedung. | 09278877 |

## Brösgen
| Bild                                    | Bezeichnung                                                      | Lage              | Datierung    | Beschreibung | ID       |
| --------------------------------------- | ---------------------------------------------------------------- | ----------------- | ------------ | --- | -------- |
| Direkt Bild zu diesem Denkmal hochladen | Torhaus eines Vierseithofes                                      | Brösgen 1 (Karte) | bez. 1768    | Seitengebäude mit Tordurchfahrt und Pforte, straßenbildprägendes Torhaus, baugeschichtlich von Bedeutung. Rundbogen, Sandsteingewände, Schlussstein, Türsturz bezeichnet. | 09278880 |
| Direkt Bild zu diesem Denkmal hochladen | Wohnstallhaus, Seitengebäude und Toreinfahrt eines Vierseithofes | Brösgen 3 (Karte) | Ende 19. Jh. | Wohnstallhaus Obergeschoss Fachwerk verputzt, weitgehend unverändert erhaltener Bauernhof, baugeschichtlich von Bedeutung. Wohnstallhaus zweigeschossig, Sandsteingewände, Obergeschoss Fachwerk, Giebel massiv, Satteldach, Wirtschaftsgebäude zweigeschossig, Fachwerk, Toreinfahrt. | 09278879 |
| Direkt Bild zu diesem Denkmal hochladen | Toranlage (Torbogen und Pforte) eines Bauernhofes                | Brösgen 8 (Karte) | bez. 1708    | dorfbildprägende Toreinfahrt, baugeschichtlich von Bedeutung. Sandsteingewände, Rundbogen, Türsturz bezeichnet. | 09278881 |

## Gombsen
| Bild                                    | Bezeichnung                                                                                           | Lage                             | Datierung | Beschreibung | ID       |
| --------------------------------------- | --- | -------------------------------- | --------- | --- | -------- |
| Direkt Bild zu diesem Denkmal hochladen | Wohnstallhaus (Nr. 26), Seitengebäude (Nr. 28, zweites Wohnstallhaus) und Toranlage eines Bauernhofes | Baumschulenstraße 26; 28 (Karte) | bez. 1863 | repräsentatives Gehöft aus der 2. Hälfte des 19. Jahrhunderts, baugeschichtlich von Wert, als am ursprünglichsten erhaltener Bauernhof des Dorfkerns von Gombsen singulär. Wohnstallhaus mit markanter Giebelseite, in der Giebelspitze Okulus, darunter unter Dreiecksverdachung Triforienfenster (das mittige nur als Fenster angedeutet, hier Inschriftfeld), Maßstäblichkeit der Tür- und Fensteröffnungen sowie Kubatur der Baukörper gewahrt (Originalität usw.), Erbauer L.N.M. Pahlitzsch, ortsgeschichtlich bedeutend, Tafel erinnert an Ereignis der Ortsgeschichte (Brand). | 09278915 |

## Kautzsch
| Bild                                    | Bezeichnung                     | Lage                   | Datierung | Beschreibung | ID       |
| --------------------------------------- | ------------------------------- | ---------------------- | --------- | ------------ | -------- |
| Direkt Bild zu diesem Denkmal hochladen | Wohnstallhaus eines Bauernhofes | Lindenstraße 3 (Karte) |           |              | 09278829 |

## Kleincarsdorf
| Bild                                    | Bezeichnung | Lage                    | Datierung                             | Beschreibung | ID       |
| --------------------------------------- | --- | ----------------------- | ------------------------------------- | --- | -------- |
|                                         | Wohnstallhaus | Alter Anger 15 (Karte)  | um 1800                               | Obergeschoss Fachwerk verputzt, eines der ältesten Gebäude von Kleincarsdorf, baugeschichtlich von Bedeutung, zweigeschossig, Satteldach. | 09278831 |
|                                         | Wohnstallhaus | Alter Anger 19 (Karte)  | um 1800                               | Obergeschoss Fachwerk, rückseitig verbrettert, Segmentbogenportal, eines der ältesten Gebäude von Kleincarsdorf, baugeschichtlich von Bedeutung, zweigeschossig, Satteldach, Fachwerk im Obergeschoss, rückseitig verbrettert. | 09278830 |
| Direkt Bild zu diesem Denkmal hochladen | Sachgesamtheit Rittergut Kleincarsdorf, bestehend aus den Einzeldenkmalen: Herrenhaus mit angefügtem Wirtschaftstrakt und Pavillon, Nebengebäude am Eingang und dem Gutspark (Gartendenkmal) sowie mit dem Sachgesamtheitsteil: Resten der Einfriedung | Dorfstraße 5; 6 (Karte) | bez. 1896, im Kern älter (Herrenhaus) | Sachgesamtheit Rittergut Kleincarsdorf, bestehend aus den Einzeldenkmalen: Herrenhaus (Nr. 6) mit angefügtem Wirtschaftstrakt und Pavillon, Nebengebäude (Nr. 5) am Eingang (ID-Nr. 09278885) und dem Gutspark (Gartendenkmal) sowie mit dem Sachgesamtheitsteil: Resten der Einfriedung – ortsgeschichtlich bedeutend. Herrenhaus: massiv, Mitteltrakt dreigeschossig, Krüppelwalmdach, rechter Trakt zweigeschossig, Sandsteingewände, Sandsteinportal mit Schlussstein und Wappen, bezeichnet „IL“, oktogonaler Turm mit Zwiebelhaube und Wetterfahne, Wappenreliefs am Turm, rückwärtiger, zweigeschossiger Vorbau mit Rundbogenfenstern und Wappenzier, Wirtschaftsgebäude Fachwerk, Walmdach. | 09301336 |
|                                         | Herrenhaus (Nr. 6) mit angefügtem Wirtschaftstrakt und Pavillon, Nebengebäude (Nr. 5) am Eingang, Reste der Einfriedung an Ost- und Nordgrenze (Einzeldenkmal zu ID-Nr. 09301336)                                                                      | Dorfstraße 5; 6 (Karte) | bez. 1896                             | Einzeldenkmale der Sachgesamtheit Rittergut Kleincarsdorf: Herrenhaus (Nr. 6) mit angefügtem Wirtschaftstrakt und Pavillon, Nebengebäude (Nr. 5) am Eingang, Reste der Einfriedung an Ost- und Nordgrenze: Rittergut Kleincarsdorf – ortsgeschichtlich bedeutend. Ehem. Rittergut. Seit 1216 als Herrensitz bezeichnet und mit dem Namen Karlesdorf (Dorf des Karl) belegt. 1548 wurde dem Grundherrn die Erbgerichtsbarkeit zugesprochen. Das barocke, dreigeschossige Herrenhaus mit Krüppelwalmdach und symmetrischer Hauptfassade zum Hof hin gewandt. Das Korbbogenportal mit Schlussstein und Wappen bezeichnet 1786. An der südöstlichen Seite ein hoher schlanker dreigeschossiger Treppenturm mit barocker Haube. Ein anschließender kleiner Jugendstilpavillon urspr. mit einer Pergola versehen gewesen. | 09278885 |

## Lungkwitz
| Bild           | Bezeichnung | Lage                                  | Datierung                                                     | Beschreibung | ID       |
| -------------- | --- | ------------------------------------- | ------------------------------------------------------------- | --- | -------- |
|                | Orangerie (Einzeldenkmal zu ID-Nr. 09278832) | Dippoldiswalder Straße 15 (Karte)     | 19. Jh.                                                       | Einzeldenkmal der Sachgesamtheit Schloss und Stiftsgut Lungkwitz: Orangerie – baugeschichtlich und ortsgeschichtlich bedeutend | 09300677 |
|                | Scheune mit angebautem Neubauernhaus (Einzeldenkmal zu ID-Nr. 09278832) | Dippoldiswalder Straße 17 (Karte)     | 1882                                                          | Einzeldenkmal der Sachgesamtheit Schloss und Stiftsgut Lungkwitz: Scheune mit angebautem Neubauernhaus – baugeschichtlich und ortsgeschichtlich bedeutend, Stallscheune (stark gefährdet). | 09300682 |
|                | Wohnhaus | Dippoldiswalder Straße 118 (Karte)    | 18. Jh.                                                       | Obergeschoss Fachwerk verbrettert, straßenbildprägend, baugeschichtlich von Bedeutung. Sandsteingewände, Obergeschoss Fachwerk, verbrettert, Frackdach, verändert. | 09278875 |
|                | Wohnhaus | Mühlweg 10 (Karte)                    | bez. 1768                                                     | Obergeschoss Fachwerk, Korbbogenportal, weitgehend unverändert erhalten, baugeschichtlich von Bedeutung. Zweigeschossig, Korbbogenportal mit Schlussstein bezeichnet, Obergeschoss Fachwerk, Fachwerk zum Teil verputzt, Sandsteingewände, Satteldach. | 09278870 |
|                | Schule Lungkwitz und Wittgensdorf | Spitzbergstraße 2 (Karte)             | bez. 1859                                                     | Ehemalige Schule mit Erweiterungsbau, heute Wohnhaus – Kerngebäude schlichter Putzbau mit übergiebeltem Mittelrisalit, ortsgeschichtlich bedeutend. Kernbau (Fassade bezeichnet 1859) massiv, zweigeschossig, übergiebelter Mittelrisalit, schlichte Putzzier, Gurtgesims, Eckquaderung, Satteldach, Erweiterungsbau (Fassade bezeichnet 1886) massiv, dreigeschossig, Satteldach. | 09278871 |
|                | Ehem. Armenhaus, heute Wohnhaus | Spitzbergstraße 6 (Karte)             | um 1800                                                       | Obergeschoss Fachwerk, straßenbildprägend, als ehemaliges Armenhaus ortsgeschichtlich bedeutend, zweigeschossig, Korbbogenportal, Sandsteingewände, Obergeschoss Fachwerk, Fachwerk zum Teil verputzt, Satteldach. | 09278872 |
|                | Wohnhaus | Spitzbergstraße 9 (Karte)             | 1. Hälfte 19. Jh.                                             | Obergeschoss Fachwerk verputzt, straßenbildprägend, baugeschichtlich von Bedeutung. Zweigeschossig, Sandsteingewände, Obergeschoss Fachwerk, Fachwerk verputzt, ursprünglich Satteldach, durch jüngeren Anbau zum Frackdach erweitert. | 09278873 |
|                | Häuslerhaus | Spitzbergstraße 13 (Karte)            | 18. Jh., womöglich älter                                      | Obergeschoss Fachwerk, baugeschichtlich und ortsentwicklungsgeschichtlich von Bedeutung. Wohnstallhaus zweigeschossig, Sandsteingewände, Obergeschoss Fachwerk, Anbau N Mitte 19. Jh., Giebel zum Teil verbrettert, Frackdach. | 09278874 |
| Weitere Bilder | Sachgesamtheit Schloss und Stiftsgut Lungkwitz mit den Einzeldenkmalen: Schloss, Orangerie, ehemaliges Stiftsgebäude, ehemalige Stellmacherei, ehemaliges Verwalterhaus mit angebautem Stalltrakt, Scheune mit Anbau, ehemaliges Stallgebäude, heute Wohnhaus sowie mit den Sachgesamtheitsteilen: Einfriedungsmauern, Treppenanlagen und sogenannte Soldatenhöhlen, weiterhin den Gartendenkmalen: Freiflächen unmittelbar an den Gebäuden und den sog. Promenadenanlagen einschließlich Rittergutswiese mit Allee, Küchengarten und bewaldetem Hang mit Wegesystem | Stiftsgut 1; 2; 3; 4; 5; 6; 7 (Karte) | 1540–1882 (Stift)                                             | Sachgesamtheit Schloss und Stiftsgut Lungkwitz, mit den Einzeldenkmalen: Schloss (ID-Nr. 09300676, Stiftsgut 1), Orangerie (ID-Nr. 09300677, Dippoldiswalder Straße 15), ehemaliges Stiftsgebäude (ID-Nr. 09300679, Stiftsgut 3), ehemalige Stellmacherei (ID-Nr. 09300680, Stiftsgut 4), ehemaliges Verwalterhaus mit angebautem Stalltrakt, letzterer mittlerweile zu Wohnzwecken umgebaut (ID-Nr. 09300681, Stiftsgut 5, 6, 7), Scheune mit Anbau (ID-Nr. 09300682, Dippoldiswalder Straße 17), ehemaliges Stallgebäude, heute Wohnhaus (ID-Nr. 09300753, Stiftsgut 2) sowie mit den Sachgesamtheitsteilen: Einfriedungsmauern, Treppenanlagen und sogenannte Soldatenhöhlen, weiterhin den Gartendenkmalen: Freiflächen unmittelbar an den Gebäuden und den sog. Promenadenanlagen einschließlich Rittergutswiese mit Allee, Küchengarten und bewaldetem Hang mit Wegesystem: Gesamtanlage des aus einem Rittergut hervorgegangenen Stiftsgutes, baugeschichtlich und ortsgeschichtlich sowie künstlerisch bedeutend. | 09278832 |
| Weitere Bilder | Schloss (Einzeldenkmal zu ID-Nr. 09278832) | Stiftsgut 1 (Karte)                   | 1615–1619 (Schloss)                                           | Einzeldenkmal der Sachgesamtheit Schloss und Stiftsgut Lungkwitz: Schloss – baugeschichtlich und ortsgeschichtlich sowie künstlerisch bedeutend, Schloss (Flurstück 291/1): massiv, dreigeschossig, unregelmäßiger Grundriss, Sandsteingewände, Rundbogenportal, Gurtgesims, Treppenturm, Schmuckgiebel, Satteldach, verändert. – Stallgebäude (stark gefährdet, Flurstück 291c): massiv, zweigeschossig, Bruchsteinmauerwerk, Fledermausgaupen, Krüppelwalmdach, Turm, Laterne, Wetterfahne. | 09300676 |
| Weitere Bilder | ehemaliges Stallgebäude, heute Wohnhaus (Einzeldenkmal zu ID-Nr. 09278832) | Stiftsgut 2 (Karte)                   | um 1850                                                       | Einzeldenkmal der Sachgesamtheit Schloss und Stiftsgut Lungkwitz: ehemaliges Stallgebäude, heute Wohnhaus – baugeschichtlich und ortsgeschichtlich von Bedeutung. Massiv, zweigeschossig, Bruchsteinmauerwerk, Fledermausgaupen, Krüppelwalmdach, Turm, Laterne, Wetterfahne. | 09300753 |
| Weitere Bilder | ehemaliges Stiftsgebäude (Einzeldenkmal zu ID-Nr. 09278832) | Stiftsgut 3 (Karte)                   | 1544 Dendro (Decke über OG NO-Flügel, giebelfolgender Balken) | Einzeldenkmal der Sachgesamtheit Schloss und Stiftsgut Lungkwitz: ehemaliges Stiftsgebäude – baugeschichtlich und ortsgeschichtlich von Bedeutung. Stiftsgebäude (Flurstück 291/1): zweigeschossig, Drempelgeschoss, zwei Rundbogenportale mit Sitznischen bezeichnet, gekoppelte Rundbogenfenster, Giebel mit Bekrönungen, Schleppgaupen, Inschrift des Westportals: „WittwenStift von C. E. Bennemannin/MDCCLX“, Inschrift des Südportals: „Soli Deo Gloria/MDCCCXLII“. | 09300679 |
|                | ehemalige Stellmacherei (Einzeldenkmal zu ID-Nr. 09278832) | Stiftsgut 4 (Karte)                   | 19. Jh.                                                       | Einzeldenkmal der Sachgesamtheit Schloss und Stiftsgut Lungkwitz: ehemalige Stellmacherei – baugeschichtlich und ortsgeschichtlich von Bedeutung. Ehemalige Stellmacherei, heute Wohnhaus (Flurstück 291/2): massiv, eingeschossig, Sandsteingewände, Krüppelwalmdach, weitgehend unverändert erhalten. | 09300680 |
|                | ehemaliges Verwalterhaus (Einzeldenkmal zu ID-Nr. 09278832) | Stiftsgut 5; 6; 7 (Karte)             | 1832                                                          | Einzeldenkmal der Sachgesamtheit Schloss und Stiftsgut Lungkwitz: ehemaliges Verwalterhaus (mit drei Hausnummern) – baugeschichtlich und ortsgeschichtlich von Bedeutung. Ehemaliges Verwalterhaus, heute Wohnhaus (Flurstück 291/1): massiv, zweigeschossig, Sandsteingewände, Fensterverdachungen im Obergeschoss, Giebelverzierungen, Schleppgaupen, Satteldach. | 09300681 |

## Quohren
| Bild                                    | Bezeichnung | Lage                     | Datierung                        | Beschreibung | ID       |
| --------------------------------------- | --- | ------------------------ | -------------------------------- | --- | -------- |
|                                         | Schule Quohren und Kleincarsdorf | Kipsenstraße 2 (Karte)   | bez. 1863                        | Ehemalige Schule, heute Wohnhaus – schlichter Putzbau mit klassizistischem Portal und kleinem Dachreiter, ortsgeschichtlich bedeutend. Massiv, zweigeschossig, Sandsteingewände, Inschriftplatte, Fassade bezeichnet, Satteldach, Erdgeschoss verändert, Inschrift über der Tür „Die Furcht des Herrn ist der Weisheit Anfang. Erbaut im Jahre 1863 von der Gemeinde Quohren mit Kleincarsdorf“, Dachreiter mit Wetterfahne bezeichnet 1906. | 09278852 |
|                                         | Wohnstallhaus, Seitengebäude, Scheune, Toreinfahrt und Einfriedung eines Dreiseithofes                                              | Kipsenstraße 6 (Karte)   | 2. Hälfte 19. Jh.                | Wohnstallhaus und Seitengebäude Obergeschoss Fachwerk, Scheune verbrettert, weitgehend unverändert erhaltene Hofanlage, baugeschichtlich und wirtschaftsgeschichtlich von Bedeutung. Wohnstallhaus zweigeschossig zur Hofseite, Satteldach, Sichtfachwerk, Wirtschaftsgebäude zweigeschossig, zur Hofseite Sichtfachwerk, Satteldach, Giebelseite des Wirtschaftsgebäudes verändert, Hofbaum. | 09278853 |
|                                         | Wohnstallhaus und zwei Seitengebäude eines ehemaligen Vierseithofes                                                                 | Schulweg 3; 3a (Karte)   | bez. 1825                        | Wohnstallhaus mit Fachwerk-Obergeschoss und Segmentbogenportal, Anlage von baugeschichtlicher Bedeutung. Wohnstallhaus am Portal bezeichnet 1825, innen (hinter Eingang) Kreuzgewölbe, Wohnstallhaus zweigeschossig. Obergeschoss mit Fachwerk. | 09278854 |
|                                         | Wohnhaus mit Werkstatteinbau (Schmiede und Töpferei) und Nebengebäude                                                               | Schulweg 6 (Karte)       | lt. Auskunft 1901, im Kern älter | schlichter Putzbau, ortsgeschichtlich von Bedeutung. Massiv, zweigeschossig, Sandsteingewände, Gurtgesimse, Satteldach, Wetterfahne, Ofen und Blasebalg der Schmiede erhalten. | 09278855 |
| Direkt Bild zu diesem Denkmal hochladen | Torbogen eines Bauernhofes | Talstraße 19 (Karte)     | bez. 1844                        | stattliches Toreinfahrt, Schlussstein mit Wappen, baugeschichtlich von Bedeutung, aus Sandstein, Schlussstein mit Wappen. | 09278856 |
|                                         | Gasthof Quohren | Talstraße 22; 24 (Karte) | 18. Jh., im Kern älter           | Gasthaus und Seitengebäude eines ehemaligen Gasthofes – schlichter Putzbau mit Sitznischenportal, ehemals mit Fachwerk-Obergeschoss, innen bedeutende Bausubstanz, Seitengebäude Obergeschoss Fachwerk verbrettert, besitzt baugeschichtlichen Zeugniswert und ist von lokalem Seltenheitswert. Markante Kreuzgewölbe hinter dem hofseitigen Eingang, Keller: Tonnengewölbe aus Sandsteinquadermauerwerk, geohrte Fensterlaibungen in der großen Stube, Sitznischenportal: offensichtlich aus dem 16. bzw. 17. Jh., möglicherweise hierher versetzt, an einem der innenliegenden Konsolsteine kann man Farbfassungen erkennen, Archivolte scheint später überarbeitet worden zu sein, in Quohren dürfte es keinen vergleichbaren Bau geben. | 09278889 |
|                                         | Wohnstallhaus, Seitengebäude und Torbogen eines ehemaligen Dreiseithofes                                                            | Talstraße 23 (Karte)     | Mitte 19. Jh.                    | Wohnstallhaus Obergeschoss Fachwerk, ortsbildprägende Hofanlage, baugeschichtlich von Bedeutung. Wohnstallhaus zweigeschossig, Obergeschoss Fachwerk, Satteldach. | 09278862 |
|                                         | Wohnstallhaus und zwei Seitengebäude sowie Einfriedungsmauer mit zwei Torpfeilern eines Dreiseithofes                               | Talstraße 28 (Karte)     | um 1850                          | Wohnstallhaus verputzter Massivbau, ortsbilddominierend, baugeschichtlich von Bedeutung. Wohnstallhaus zweigeschossig, Sandsteingewände, Krüppelwalmdach, mächtige massive Scheune mit Giebellünette. | 09278861 |
|                                         | Wohnhaus (Nr. 30) mit angebautem Stallgebäude, Seitengebäude (Nr. 32, Wohnstallhaus) und Toreinfahrt eines ehemaligen Vierseithofes | Talstraße 30; 32 (Karte) | bez. 1855                        | repräsentatives Wohnhaus mit klassizistischen Portalen, Putzbau mit Giebelbekrönungen, Seitengebäude Obergeschoss Fachwerk zum Teil verbrettert, ortsbilddominierende Hofanlage, baugeschichtlich von Bedeutung. Wohnhaus repräsentativ, massiv, zweigeschossig, Gurtgesims, Rautenreliefs über den Fenstern, Satteldach, Giebelbekrönungen, Wohnstallhaus zweigeschossig, Obergeschoss Fachwerk, zum Teil verbrettert, Satteldach, Seitengebäude. | 09278860 |
|                                         | Wohnstallhaus eines Dreiseithofes                                                                                                   | Talstraße 33 (Karte)     | bez. 1832                        | massiver Putzbau mit Korbbogenportal, weitgehend ursprünglich erhalten, baugeschichtlich von Bedeutung. Zweigeschossiger massiver Putzbau, unten Bruchsteinmauerwerk, Obergeschoss Ziegel, intaktes Wand-Öffnungs-Verhältnis, alter liegender Dachstuhl, Putz 1975, steiles Krüppelwalmdach, bekröntes Korbbogen-Türgewände, Stall mit typischem böhmischen Kappengewölbe. | 09278857 |
|                                         | Wohnstallhaus eines Bauernhofes | Talstraße 43 (Karte)     | bez. 1787                        | Obergeschoss Fachwerk verputzt, straßenbildprägend, baugeschichtlich von Bedeutung. Zweigeschossig, Obergeschoss Fachwerk, Sandsteingewände, Krüppelwalmdach, Dachgaupen entfernt. | 09278858 |
|                                         | Wohnstallhaus, Seitengebäude und Scheune eines Dreiseithofes                                                                        | Talstraße 62 (Karte)     | um 1840                          | Wohnstallhaus Obergeschoss Fachwerk, Gehöft in exponierter Lage, baugeschichtlich und wirtschaftsgeschichtlich von Bedeutung. Wohnstallhaus zweigeschossig, Obergeschoss Fachwerk, Sandsteingewände, Satteldach. | 09278859 |

## Sobrigau
| Bild                                    | Bezeichnung | Lage                                   | Datierung                  | Beschreibung | ID       |
| --------------------------------------- | --- | -------------------------------------- | -------------------------- | --- | -------- |
|                                         | Denkmalschutzgebiet Sobrigau |                                        |                            | | 09300005 |
|                                         | Kriegerdenkmal für die Gefallenen des Ersten Weltkrieges | Am Rundling (Karte)                    | nach 1918 (Kriegerdenkmal) | ortsgeschichtlich von Bedeutung. Porphyr-Monolith mit Inschrift und Adler. | 09277739 |
|                                         | Wohnhaus eines Zweiseithofes | Am Rundling 1 (Karte)                  | um 1885                    | Putzbau mit Zwillingsfenster im Giebel, baugeschichtlich von Bedeutung. Wohnhaus massiv, zweigeschossig, Gurtgesims, Sandsteingewände, Satteldach, Toreinfahrt, platzbestimmend. | 09278845 |
|                                         | Wohnstallhaus, Scheune und Einfriedungsmauer eines Bauernhofes | Am Rundling 2 (Karte)                  | um 1885                    | stattliches Wohnstallhaus, verputzter Massivbau, baugeschichtlich und ortsbildprägend von Bedeutung. Wohnstallhaus zweigeschossig, Sandsteingewände, Gurtgesims, am Giebel Fensterverdachungen. | 09278841 |
|                                         | Wohnstallhaus (Nr. 4) mit angebautem Seitengebäude (Nr. 4a) und Toranlage eines Zweiseithofes | Am Rundling 4; 4a (Karte)              | um 1850                    | massives Wohnstallhaus mit Drillingsfenster (Palladio-Motiv) im Giebel, baugeschichtlich und platzbildprägend von Bedeutung. Wohnstallhaus massiv, zweigeschossig, Sandsteingewände, Gurtgesims, Palladiomotiv im Giebel, Krüppelwalmdach. | 09278842 |
|                                         | Einfriedungsmauer | Am Rundling 5 (Karte)                  | 19. Jh. (Einfriedung)      | Bruchsteinmauer, baugeschichtlich und straßenbildprägend von Bedeutung. Zwei Mauerzüge, die einen öffentlichen Weg flankierten. Sie grenzten die Streuobstwiesen der Höfe gegen das Umland ab (Schutzfunktion). | 09278914 |
|                                         | Wohnhaus und Toranlage (Torbogen und Pforte) eines Bauernhofes | Am Rundling 6 (Karte)                  | um 1800                    | verputzter Massivbau, baugeschichtlich und ortsbildprägend von Bedeutung. | 09278922 |
|                                         | Wohnhaus, Seitengebäude und Scheune eines Bauernhofes sowie Toranlage (Torpfeiler und Pforte) vom Dorfplatz und rückwärtiger Torbogen an der Scheune sowie Einfriedungsmauer des Gartens südwestlich hinter der Scheune | Am Rundling 7 (Karte)                  | bez. 1881                  | stattliches Wohnhaus der Gründerzeit, baugeschichtlich und platzbildprägend von Bedeutung. Wohnhaus massiv, zweigeschossig, Sandsteingewände, Frontispiz, Fensterverdachung, Walmdach, Toreinfahrt bezeichnet, Scheune und Seitengebäude. | 09278840 |
|                                         | Wohnstallhaus eines Bauernhofes | Am Rundling 8 (Karte)                  | um 1885                    | stattliches Gebäude, Putzbau mit Zwillingsfenster im Giebel, baugeschichtlich und platzbildprägend von Bedeutung. | 09278912 |
|                                         | Scheune eines Zweiseithofes und Einfriedungsmauer des Gartens südwestlich hinter der Scheune | Am Rundling 9 (Karte)                  | um 1885                    | Massivbau, wirtschaftsgeschichtlich von Bedeutung | 09278910 |
|                                         | Gasthof Sobrigau mit Hauptgebäude, Rückgebäude und Seitengebäude | Am Rundling 10; 10a (Karte)            | bez. 1728                  | Gasthof mit Hauptgebäude (Nr. 10), winkelförmig angebautem Rückgebäude (Nr. 10a) und Seitengebäude sowie Einfriedungsmauer und Toranlage (Torbogen und Pforte) – Hauptgebäude Obergeschoss Fachwerk zum Teil verputzt, repräsentative Toranlage, baugeschichtlich, ortsgeschichtlich und platzbildprägend von Bedeutung. Hauptgebäude zweigeschossig, Erdgeschoss massiv, Obergeschoss Fachwerk zum Teil verputzt, Satteldach, Nebengebäude zweigeschossig, Obergeschoss Fachwerk, Krüppelwalmdach, Rückgebäude Obergeschoss Fachwerk, Datierung 1728 unter Spruchtafel (möglicherweise verdeckt), hier entlang der Straße Einfriedungsmauer. | 09278843 |
|                                         | Wohnhaus, Seitengebäude, Scheune und Toranlage eines Bauernhofes sowie Einfriedungsmauer des Gartens südwestlich hinter der Scheune                                                                                     | Am Rundling 11 (Karte)                 | bez. 1887                  | repräsentatives Wohnhaus, gründerzeitlicher Putzbau mit Mittelrisalit, massive Scheune, historische Bruchsteinmauer als Garteneinfriedung, geschlossen erhaltener Bauernhof, baugeschichtlich und platzbildprägend von Bedeutung. Wohnhaus massiv, zweigeschossig, Mittelrisalit, Fensterverdachung, Walmdach, Sandsteinfenstergewände, Fassade bezeichnet. | 09278839 |
|                                         | Wohnhaus, Scheune und Toranlage eines Bauernhofes sowie Einfriedungsmauer des Gartens südwestlich hinter der Scheune | Am Rundling 13 (Karte)                 | um 1880                    | Wohnhaus gründerzeitlicher Putzbau mit Mittelrisalit, Zwillingsfenster im Giebel, massive Scheune, historische Bruchsteinmauer als Garteneinfriedung, baugeschichtlich und ortsbildprägend von Bedeutung. Wohnhaus zweigeschossig, massiv, Frontispiz, verhaltener Zierrat, Satteldach, Sandsteinfenstergewände, profiliert. | 09278838 |
| Direkt Bild zu diesem Denkmal hochladen | Wohnhaus (ohne Anbau) mit Einfriedung | Am Rundling 14 (Karte)                 | bez. 1830                  | klassizistischer Putzbau, ehemalige Schule, baugeschichtlich, ortsgeschichtlich von Bedeutung. Bildprägend massiv, zweigeschossig, Fassade bezeichnet, Sandsteingewände, Zahnschnitt, Eckquaderung, Walmdach, Korbbogenportal, Fassade bezeichnet, weitgehend unverändert erhalten. | 09278837 |
|                                         | Wohnstallhaus eines Bauernhofes | Am Rundling 15 (Karte)                 | 18. Jh.                    | lang gestrecktes Gebäude, verputzter Massivbau mit Giebelzier, baugeschichtlich und ortsbildprägend von Bedeutung. | 09278911 |
| Weitere Bilder                          | Hummelmühle – Wohnhaus und Mühlengebäude (inklusive Mühlentechnik), traufständig zur Straße stehendes Funktionsgebäude und Toranlage eines Mühlenanwesens                                                               | Hummelmühle 25 (Karte)                 | bez. 1869, im Kern älter   | ortsgeschichtlich und technikgeschichtlich von Bedeutung. Die Hummelmühle wurde erstmals in der Urkunde Röhrsdorf 1694 erwähnt. Sie arbeitete als Getreidemühle und Bäckerei bis 1986/1990. Wohnhaus zweigeschossig, massiv, markanter Giebel vorderer Türstock mit Verdachung bezeichnet, flaches Satteldach, Mühlengebäude zweigeschossig, Satteldach, beide Gebäude mit Sandsteingewänden, Funktionsgebäude mit Mansarddach (Türmchen). | 09278848 |
|                                         | Schokoladenfabrik Rüger (ehem.) | Lockwitzgrund 123b; 123c; 123d (Karte) | um 1870                    | Ehemalige Schokoladenfabrik mit Verwaltungs- und Produktionsgebäude (Haus B und Haus C, Nr. 123c/123b), Fabrikantenwohnhaus (Haus A, Nr. 123d) und Transformatorenhäuschen (neben Nr. 123b), heute alle Gebäude zu Wohnzwecken umgebaut; bemerkenswertes Ensemble, repräsentative Industriearchitektur, baugeschichtlich und ortsgeschichtlich von Bedeutung. Nummer 123b und 123c (Flurstück 68/15): Attikageschoss, Fassadengliederung durch Kolossalpilaster, verändert, Sandsteingewände, viergeschossig, Dachaufbau mit Uhr, Giebel mit Rundnische und Frauenfigur, Balkongitter, Fabrikantenwohnhaus (Nummer 123d, Flurstück 68/16): massiv, Frontispiz mit Balkon auf Konsolen, profilierte Gewände, Satteldach mit sehr niedriger Neigung, Balkongitter, Transformatorenhaus (Flurstück 68/24): turmartiger Bau über nahezu quadratischem Grundriss, massiv, Putzfassaden mit einfachen Gesimsen gegliedert, Sandsteingewände, das abschließende Fachwerk sowie das biberschwanzgedeckte Walmdach mit Fledermausgaupe verweisen auf den in den zwanziger Jahren aufkommenden Heimatstil, Anklänge an ländliche Bauweise bei Technischen Gebäuden, die künstlerische Gestaltung des Objekts prägt aufgrund seiner Lage unmittelbar an der Straße die Umgebung mit. | 09278849 |
|                                         | Wegestein | Nickerner Weg (Karte)                  | bez. 1833                  | verkehrsgeschichtlich von Bedeutung. Schaft mit Abdeckplatte und Inschriftfeld. | 09278913 |
|                                         | Einfriedungsmauer | Nickerner Weg 6 (Karte)                | 19. Jh. (Einfriedung)      | Bruchstein-Trockenmauer, baugeschichtlich und straßenbildprägend von Bedeutung. | 09277684 |

## Theisewitz
| Bild | Bezeichnung | Lage                       | Datierung                             | Beschreibung | ID       |
| ---- | --- | -------------------------- | ------------------------------------- | --- | -------- |
|      | Sachgesamtheit Rittergut Theisewitz mit folgenden Einzeldenkmalen: Herrenhaus, Wirtschaftsgebäude, drei Scheunen, ein Seitengebäude und Toreinfahrt eines Rittergutes sowie nördlich des Herrenhauses gelegener Garten und Hofbaum(Gartendenkmale), außerdem umliegende ehemalige Obstgärten als Sachgesamtheitsteil | Brösgener Straße 2 (Karte) | nach 1923                             | Sachgesamtheit Rittergut Theisewitz mit folgenden Einzeldenkmalen: Herrenhaus, Wirtschaftsgebäude, drei Scheunen, ein Seitengebäude und Toreinfahrt eines Rittergutes sowie nördlich des Herrenhauses gelegener Garten und Hofbaum(Gartendenkmale), außerdem umliegende ehemalige Obstgärten als Sachgesamtheitsteil – repräsentative Anlage, prägnante Lage, Herrenhaus im Reformstil der Zeit nach 1910, im Keller des Herrenhauses Renaissance-Sitznischenportal, baugeschichtlich und ortsgeschichtlich von Bedeutung. | 09306211 |
|      | Herrenhaus, Wirtschaftsgebäude, drei Scheunen, ein Seitengebäude und Toreinfahrt eines Rittergutes (Einzeldenkmal zu ID-Nr. 09306211) | Brösgener Straße 2 (Karte) | 1922–1923 lt. Auskunft, im Kern älter | Einzeldenkmale der Sachgesamtheit Rittergut Theisewitz: Herrenhaus, Wirtschaftsgebäude, drei Scheunen, ein Seitengebäude und Toreinfahrt eines Rittergutes – repräsentative Anlage, prägnante Lage, Herrenhaus im Reformstil der Zeit nach 1910, im Keller des Herrenhauses Renaissance-Sitznischenportal, baugeschichtlich und ortsgeschichtlich von Bedeutung. | 09278878 |

## Zscheckwitz
| Bild           | Bezeichnung | Lage                  | Datierung | Beschreibung | ID       |
| -------------- | --- | --------------------- | --------- | --- | -------- |
| Weitere Bilder | Sachgesamtheit Rittergut Zscheckwitz: Herrenhaus, Wirtschaftsgebäude und Gutspark (Gartendenkmal) mit Einfriedungsmauer eines Rittergutes | Zscheckwitz 1 (Karte) | 18. Jh.   | Sachgesamtheit Rittergut Zscheckwitz: Herrenhaus, Wirtschaftsgebäude und Gutspark (Gartendenkmal) mit Einfriedungsmauer eines Rittergutes (ID-Nr 09278833) – ein ursprünglich als Vierseithof angelegter Gutshof, repräsentatives barockes Herrenhaus mit Mansarddach und Dachreiter, prägnante Lage auf Hügel, baugeschichtlich, ortsgeschichtlich und landschaftsgestaltend von Bedeutung. | 09306306 |
| Weitere Bilder | Herrenhaus, Wirtschaftsgebäude und Einfriedungsmauer eines Rittergutes (Einzeldenkmal zu ID-Nr. 09306306)                                 | Zscheckwitz 1 (Karte) | bez. 1704 | Einzeldenkmale der Sachgesamtheit Rittergut Zscheckwitz: Herrenhaus, Wirtschaftsgebäude und Einfriedungsmauer eines Rittergutes – ein ursprünglich als Vierseithof angelegter Gutshof, repräsentatives barockes Herrenhaus mit Mansarddach und Dachreiter, prägnante Lage auf Hügel, baugeschichtlich, ortsgeschichtlich und landschaftsgestaltend von Bedeutung.                            | 09278833 |

## Ausführliche Denkmaltexte
1. ↑  Rittergut Kreischa
  - Gebäude: Wohn- und Wirtschaftsgebäude: zweigeschossig mit Heuboden, Drempel, markantem Giebel, Satteldach, Nebengebäude: zweigeschossig, Obergeschoss verbrettert, Satteldach, Brauhaus: zweigeschossig, massiv, Dach mit Krüppelwalm und geradem Abschluss, Scheune mit Toren, Satteldach, Drempel, getrepptem Giebel, Anbau 18. Jh.
  - Wirtschaftshof:

  1. Ehemaliges Brauhaus: Langgestreckter, zweigeschossiger Baukörper in massiver Bauweise mit steilem Satteldach. Es ist das wertvollste Gebäude innerhalb des Wirtschaftshofes, in einem äußerlich akzeptablen baulichen Zustand und vollständig zu erhalten. Im einzelnen: Denkmalwerte im Innern sind die wertvollen Gewölbe im Keller- und Erdgeschossbereich. Zu erhalten sind ferner die korbbogigen Fensternischen im 1. Obergeschoss.
  2. Scheune mit niedrigerem Kopfbau: Der Kopfbau (mit Heuboden) ist baulich stark verändert. Die Scheune, die ursprünglich die doppelte Länge aufwies, ist zu erhalten.
  3. Ehemaliges Wohnstallhaus (Dresdner Str. 2/Lungkwitzer Str. 1): Zweigeschossige Massivbauten mit Satteldächern, im Erdgeschoss teilweise noch mit alten Stallgewölben. Bauzustand befriedigend. Heuaufzug ist zu erhalten.
  4. Nebengebäude (Ställe u. a. Dresdner Str. 4/6): eingeschossige Putzbauten mit nachträglich ausgebauten Satteldächern. Bei diesen jüngsten Bauten auf dem Areal wurden ältere Natursteinteile von Vorgängerbauten wiederverwendet. Der Denkmalwert dieser Gebäude ist verhältnismäßig gering.
  5. Ein untrennbarer Bestandteil der Gesamtanlage sind der Innenhof (mit Teich), die umgebenden Freiflächen, die Reste der Einfriedungsmauer sowie die Tore.

  - Park: Landschaftspark des 19. Jahrhunderts, Einfriedung: Im NO Lockwitzbach mit einer Brücke, im Osten eine angrenzende Wiese mit Uferweg und einer Brücke über den Lockwitzbach, im NW Wassergraben mit alten Ufermauern und Abdeckplatten aus Sandstein, sowie aufgesetzter neuer Zaun mit verputztem Zaunsockel mit Sandsteinabdeckplatten, verputzten Zaunpfeilern mit Kugelaufsatz aus Sandstein und verzinkten Zaunfeldern, NW-Zugang über eine Brücke mit Geländer und zwei Sandsteintorpfeilern mit Kugelaufsatz (alles neue Elemente) zum Park, an der Nord-Ecke des Parks Tor mit zwei Torpfeilern und zwei Holztorflügeln sowie Brücke mit Geländer (alles neue Elemente).
  - Erschließung: von der Dresdner Straße über den NW-Zugang und das Nord-Tor, von der Dresdner Straße an der Nord-Ecke des Wirtschaftshofes über einen Weg, von der Ost-Ecke des Wirtschaftshofs über einen Weg, von der Lungkwitzer Straße über eine Zufahrtsstraße, diese führt zu der im NW des Herrenhauses liegenden um ein Rondell geführte Vorfahrt, im NO über eine Brücke und im Osten über eine zweite Brücke sowie über die beidseitigen Uferwege am Lockwitzbach, im Park eine SO-NW-Wegeachse im NW des Herrenhauses, im SO des Herrenhauses Ringweg um ein Rasenrondell, geschwungen verlaufende Parkwege, Dammweg im NW des Teiches.
  - Bodenrelief: im NW des Herrenhauses eine vertieft liegende rechteckige Rasenfläche in der SO-NW-Achse, Dammweg im NW des Teiches, geschwungen verlaufende Uferlinie des Teiches und ausgeformte Uferbereiche, sowie zwei Inseln im Teich, südöstlich des Teiches Mulden.
  - Wasserelement: Teich mit Zu- und Ablauf, zwei Inseln und zwei Uferterrassen, an der NW-Grenze Wassergraben, an der NO-Grenze Lockwitzbach.
  - Gehölze: im NO des NW-Zuganges am Wassergraben Solitärbäume (Buche, Eiche, Kastanie, Eiche, Eiche mit Efeu), am NW-Ende der SO-NW-Achse am Wassergraben eine Baumgruppe (fünf Spitzahorn, eine Kiefer, eine Esche), am Weg vom NW-Zugang in den Park im NO eine Baumgruppe (Kiefern und Robinie) sowie Solitärbäume (Kiefer und Trauerbuche) und im SW am Weg eine Kastanie und eine Gruppe von ehemals drei Bäumen (Buche, Kastanie, Stubben ist erhalten), im Norden des Herrenhauses an einem Wegekreuz zwei die Sicht zum Herrenhaus rahmende Eschen, im SW des Nord-Tores am Wassergraben Eichen und Spitzahorn, am Weg vom Nord-Tor zum Herrenhaus im SW zwei Spitzahorn und eine Platane und im NO drei Kastanien und zwei Platanen im Wechsel gepflanzt, eine Gruppe von drei Eichen, am NO-Ufer des Teiches fünf Eichen, im NO des Parks am parkseitigen Uferweg vier Eichen und eine Linde, an der Brücke am gegenüberliegenden Ufer eine dreistämmige Linde und zwei weitere Linden, an der zweiten Brücke achtErlen, am östlichen Rand des Parks zur Wiese zwei Eschen, eine Eiche, eine Kastanie und zwei Pappeln?, am anderen Ufer des Lockwitzbaches eine Linde, ein Bergahorn und eine Pappel?, am Zulauf zum Teich eine amerikanische Roteiche, am südlichen Rand des Teiches eine Esche, eine Eiche, zwei den Blick zum Herrenhaus rahmende Eichen, zwei den Blick von einem Bankplatz zum Teich rahmende Weiden, im SO des Herrenhauses am Weg rechts und links zwei den Blick zum Herrenhaus rahmende Eschen, zuvor zwei weitere Eschen, am westlichen Ufer des Teiches zwei Weiden und eine Linde, im NO des Herrenhauses Eiben, an der SO-NW-Achse im NW des Herrenhauses in Form geschnittene Eiben.
  - Blickbeziehung: SO-NW-Blickachse (= Herrenhausachse), Blickbeziehungen über den Teich zum Herrenhaus.
  - Gedenkstein: Säule mit ovalem Grundriss im NW-Bereich des Parks.
2. ↑  Rittergut Kreischa
  - Herrenhaus: zweigeschossig, massiv, Säulenportal, Mittelrisalit, Walmdach, Sandsteinfenstergewände, Wappen, klassizistische Zierelemente, Turm.
  - Park: Landschaftspark des 19. Jahrhunderts, Einfriedung: Im NO Lockwitzbach mit einer Brücke, im Osten eine angrenzende Wiese mit Uferweg und einer Brücke über den Lockwitzbach, im NW Wassergraben mit alten Ufermauern und Abdeckplatten aus Sandstein, sowie aufgesetzter neuer Zaun mit verputztem Zaunsockel mit Sandsteinabdeckplatten, verputzten Zaunpfeilern mit Kugelaufsatz aus Sandstein und verzinkten Zaunfeldern, NW-Zugang über eine Brücke mit Geländer und zwei Sandsteintorpfeilern mit Kugelaufsatz (alles neue Elemente) zum Park, an der Nord-Ecke des Parks Tor mit zwei Torpfeilern und zwei Holztorflügeln sowie Brücke mit Geländer (alles neue Elemente).
  - Erschließung: von der Dresdner Straße über den NW-Zugang und das Nord-Tor, von der Dresdner Straße an der Nord-Ecke des Wirtschaftshofes über einen Weg, von der Ost-Ecke des Wirtschaftshofs über einen Weg, von der Lungkwitzer Straße über eine Zufahrtsstraße, diese führt zu der im NW des Herrenhauses liegenden um ein Rondell geführte Vorfahrt, im NO über eine Brücke und im Osten über eine zweite Brücke sowie über die beidseitigen Uferwege am Lockwitzbach, im Park eine SO-NW-Wegeachse im NW des Herrenhauses, im SO des Herrenhauses Ringweg um ein Rasenrondell, geschwungen verlaufende Parkwege, Dammweg im NW des Teiches.
  - Bodenrelief: im NW des Herrenhauses eine vertieft liegende rechteckige Rasenfläche in der SO-NW-Achse, Dammweg im NW des Teiches, geschwungen verlaufende Uferlinie des Teiches und ausgeformte Uferbereiche, sowie zwei Inseln im Teich, südöstlich des Teiches Mulden.
  - Wasser: Teich mit Zu- und Ablauf, zwei Inseln und zwei Uferterrassen, an der NW-Grenze Wassergraben, an der NO-Grenze Lockwitzbach.
  - Gehölze: im NO des NW-Zuganges am Wassergraben Solitärbäume (Buche, Eiche, Kastanie, Eiche, Eiche mit Efeu), am NW-Ende der SO-NW-Achse am Wassergraben eine Baumgruppe (fünf Spitzahorn, eine Kiefer, eine Esche), am Weg vom NW-Zugang in den Park im NO eine Baumgruppe (Kiefern und Robinie) sowie Solitärbäume (Kiefer und Trauerbuche) und im SW am Weg eine Kastanie und eine Gruppe von ehemals drei Bäumen (Buche, Kastanie, Stubben ist erhalten), im Norden des Herrenhauses an einem Wegekreuz zwei die Sicht zum Herrenhaus rahmende Eschen, im SW des Nord-Tores am Wassergraben Eichen und Spitzahorn, am Weg vom Nord-Tor zum Herrenhaus im SW zwei Spitzahorn und eine Platane und im NO drei Kastanien und zwei Platanen im Wechsel gepflanzt, eine Gruppe von drei Eichen, am NO-Ufer des Teiches fünf Eichen, im NO des Parks am parkseitigen Uferweg vier Eichen und eine Linde, an der Brücke am gegenüberliegenden Ufer eine dreistämmige Linde und zwei weitere Linden, an der zweiten Brücke achtErlen, am östlichen Rand des Parks zur Wiese zwei Eschen, eine Eiche, eine Kastanie und zwei Pappeln?, am anderen Ufer des Lockwitzbaches eine Linde, ein Bergahorn und eine Pappel?, am Zulauf zum Teich eine amerikanische Roteiche, am südlichen Rand des Teiches eine Esche, eine Eiche, zwei den Blick zum Herrenhaus rahmende Eichen, zwei den Blick von einem Bankplatz zum Teich rahmende Weiden, im SO des Herrenhauses am Weg rechts und links zwei den Blick zum Herrenhaus rahmende Eschen, zuvor zwei weitere Eschen, am westlichen Ufer des Teiches zwei Weiden und eine Linde, im NO des Herrenhauses Eiben, an der SO-NW-Achse im NW des Herrenhauses in Form geschnittene Eiben.
  - Blickbeziehung: SO-NW-Blickachse (= Herrenhausachse), Blickbeziehungen über den Teich zum Herrenhaus.
  - Gedenkstein: Säule mit ovalem Grundriss im NW-Bereich des Parks.
  - Wirtschaftshof, Einfriedung: an der Nord-Ecke Rest einer Mauer aus Sandsteinmauerwerk mit Abdeckplatten aus Sandstein, an der Süd-Ecke Rest einer verputzten Mauer mit Dachziegelabdeckung.
3. ↑  Sanatoriumsanlage Kreischa, jetzt Klinik Bavaria
  - Haus A: Sanatoriumsgebäude (Großes Kurhaus), dreigeschossig, Mittelrisalit, Balkon, zwei Erker, Anbauten, Dachhäuschen, zeittypische Zierelemente in Fassade, Sandsteingewände, Walmdach, der ältere Seitenflügel mit Mittelrisalit und historisierender Fassade.
  - Haus B: Sanatoriumsgebäude, dreigeschossig, Hakengrundriss, Mittelteil kreisförmiger Bau, Satteldach, schlichte Putzgliederung, Laubengang, weiter Dachüberstand, seichter Dachneigungswinkel.
  - Haus C: Wohnhaus, massiv, zweigeschossig, Sandsteingewände, Walmdach, gehört zur alten Sanatoriumsanlage.
  - Haus D: Wohnhaus, mit Anbauten (eingeschossig, Walmdach), zweigeschossig, Sandsteingewände, Dachhäuschen, Walmdach, zur ursprünglichen Sanatoriumsanlage gehörig.
  - Haus E: Wohnhaus, massiv, zweigeschossig, Sandsteingewände, Dachhäuschen, Mansarddach, zur ursprünglichen Sanatoriumsanlage gehörig.
  - Haus I: Villa, zweigeschossig, unregelmäßiger Grundriss, Sandsteingewände, Turm mit Welscher Haube, Walmdach, Dacherker mit Schmuckfachwerk, Walmdach, straßenbildprägend.
  - König-Albert-Halle/Pavillon: Fachwerk, Flachdach, Drempel, Holzzierelemente (1903 aus Strehlen hierher versetzt, verändert – vor 2012 abgebrochen).
4. ↑  Friedhof Kreischa
  - Einfriedung: nördliche Einfriedungsmauer als Stützmauer mit Brüstungsmauer aus Bruchsteinmauerwerk mit Sandsteinabdeckplatten, Eckpfeiler an der NO-Ecke, östliche, westliche und Südliche Einfriedungsmauer aus Sandsteinquadern, NW-Tor mit zwei Torpfeilern aus Sandsteinquadern mit Sandsteinaufsätzen, zwei schmiedeeiserne Torflügel, am Ostende des westlichen höheren Abschnitts der südlichen Einfriedungsmauer ein Endpfeiler aus Sandstein mit Aufsatz aus Sandstein.
  - Erschließung: vom Kirchhof über die Brücke und das NO-Tor des Friedhofs, von der Hermsdorfer Straße über das NW-Tor, Wegekreuz, im Zentrum ein Platz, parallel zu den Einfriedungsmauern je ein Weg, Ost-West-Rasenwege in den Gräberreihen.
  - Bodenrelief: Stützmauer als nördliche Einfriedungsmauer
  - Wasser: Handschwengelpumpe in der SW-Ecke
  - Gehölze: Baumreihen (Linden) an den Innenkanten der äußeren Wege parallel zu den Einfriedungsmauern im Westen, Norden und Osten, Neupflanzung einer Lindenallee in der Nord-Süd-Wegeachse des Wegekreuzes (Pflanzungen erfolgten nicht an den alten Standorten), in der Ost-West-Wegeachse des Wegekreuzes z. T. Stubben erhalten, in den Ost-West-Gräberreihen Lebensbaumhecken.
  - Erweiterungsfläche (Sachgebietsteil) im Süden des Friedhofs
  - Einfriedungsmauer aus verputztem Ziegelmauerwerk, West-Tor (neu), Baumreihe an der südlichen Einfriedungsmauer, Hecken
5. ↑  Evangelische Pfarrkirche Kreischa

Am Hang liegende Saalkirche mit hohem rechteckigem Turm an der Nordseite. Vermutlich auf einen romanischen Bau aus dem 12. Jh. zurückgehend, 1516 umgebaut. Über dem profilierten Rundbogenportal an der Nordseite des Saales datiert 1616, der Turm 1749 erneuert. Über dem Eingangsportal am Turm zwei Wappensteine mit Jahreszahlen der Restaurierungen: 1870, 1891, 1902, 1930 und 1993/94. Verputzter Bruchsteinbau mit Sandsteingliederungen und betonter Ecksteinquaderung. Saal und Chor sowie der eingezogene unregelmäßige dreiseitige Schluss, einer Apsis ähnlich, deutlich voneinander abgesetzt.
  - Aufbau: Über Saal und rechteckigem Chor Satteldach, dieses über dem dreiseitigen Schluss, der mit Strebepfeilern umgeben ist, abgewalmt. Der rechteckige Turm mit steinsichtigem achtseitigem Glockengeschoss mit Haube und Laterne. Am Turm als Eingangsportal ein gedrückter Spitzbogen mit verschränktem Stabwerk, daneben ein 1964 neu hinzugekommener Blendbogen, der das Sandsteinepitaph Christus in Gethsemane, 1. Viertel 18. Jh., fasst. An der Südseite des Saales spätbarocker Logenanbau. Sakristei an der Chor-Nordseite mit schmalem rechteckigem Fenster mit darüber angebrachtem kleinem Dreischneuß-Relief. Im Innern flache Kassettendecke mit schlichter Schablonenmalerei, mittig eine Plafondmalerei mit den Symbolen Glaube, Liebe, Hoffnung in Grisaille von Julius Schenk 1870 ausgeführt. An Nord- und Westseite eingeschossige Emporen von 1616 mit Grisailleornament in den Brüstungsfeldern. Der Saal mit einem Triumphbogen zum eineinhalbjochigem Chor geöffnet, Kreuzrippengewölbe. Patronatslogen an der Nordseite im Chor und an der Südseite im Saal. An der Nordseite des Chors das geschweifte, gedrückte Bogenportal zur Sakristei. Die Sakristei mit Kreuzrippengewölbe.
  - Ausstattung: Ornamental aufgefasstes manieristisches Altarretabel aus Holz mit Goldfassungen von Hieronymus Barthel und Hans Fritzsche, 1622. In der Predella Abendmahlsrelief, darüber rahmen Säulen das Mittelfeld mit einem vorgeblendeten Rundbogen, in diesem vor einem Strahlenkranz vollplastisches kleines Kruzifix. An den Seiten Anschwünge mit geflügelten Engelsbüsten und Fruchtgebinden. Über dem Gesims Auszug mit der Grablegung Christi, seitlich davon die Figuren Petrus und Paulus, als Abschluss Salvator. – Eigenwillig gestaltete manieristische Sandsteinkanzel, bezeichnet 1605 von Werner Lützelburg auf Zscheckwitz gestiftet. Auf einem Säulenfuß eine dreiviertel Kugel mit Beschlagwerk, darüber der Kanzelkorb mit Reliefs und Malerei in den rundbogigen Brüstungsfeldern: Bibelinschrift, Gemälde mit Christus am Kreuz in einer Landschaft, plastisches Wappen derer von Zettritz, kleine Figur eines Salvator mundi und das Wappen derer von Lützelburg. – Außergewöhnliche spätgotische Sandsteintaufe, kelchförmig mit Resten einer farbigen Fassung. Der Säulenfuß an der Basis mit gemalten Blüten verziert, der Schaft mit Stabwerk, das sich unterhalb des Beckens verschränkt und in Spitzbögen führt, darüber Kreuzbögen mit Lilien. – Im Altarraum zwei Sandsteingrabplatten, jeweils ein stehender Ritter dargestellt, eine Platte datiert 1602. – Über der Sakristeitür eingemauertes schmales Sandsteinrelief mit zwei Wappen, dazwischen ein Kruzifix. Seitlich hinter dem Altar Sakramentsnische. Orgel (1870) von Conrad Geißler (1825–1897), stark verändert (Dehio Sachsen I, 1996).
  - Kirche erhöht gelegen, Saalbau mit eingezogener Apsis, polygonal gebrochen, Nordturm auf quadratischem Grundriss (barock), verschiedene Bauphasen, Satteldach, Apsis mit Schleppdach, Fassade bezeichnet 1616, 1879, 1891, 1930, 1902 extra, 1514 am Turm, Eingang daneben bezeichnet 1616.
  - Kirchhof, Einfriedung: im Norden, Osten und Süden Einfriedungsmauer vorwiegend aus Sandsteinmauerwerk als Stützmauer mit Brüstungsmauer und Sandsteinabdeckplatten, im Westen zum Pfarrgarten abgetreppte Einfriedungsmauer aus Ziegelmauerwerk mit Mauerpfeilern im nördlichen Abschnitt sowie aus Bruchsteinmauerwerk mit Abdeckplatten aus Sandstein, Nord-Tor mit Radabweisern aus Sandstein und zwei Sandsteintorpfeilern mit profilierten Abdeckplatten aus Sandstein, im Westen des Nordtores eine ehemalige zugesetzte Pforte, in der östlichen Einfriedungsmauer eine ehemalige zugesetzte Pforte, an der SW-Ecke ein kurzer Mauerabschnitt und ein Pfeiler mit einer Pforte mit Sandsteinschwelle und zwei schmiedeeisernen Türflügeln, im Süden eine Holzbrücke (erneuert) über die Hermsdorfer Straße führend zum Friedhof.
  - Erschließung: im Norden von der Lungkwitzer Straße ein Zugangsweg (Treppenweg) und ein Zufahrtsweg zum Nord-Tor, auf dem Kirchhof ein Weg vom Nord-Tor zur Kirche mit Sandsteinkante und neuer Pflasterung mit Kleinsteinpflaster aus grauem Granit, im Osten von der ehem. Ost-Pforte ein Weg mit Baumreihe zur Kirche, im Süden eine Holzbrücke (erneuert) vom Friedhof zum Kirchhof, im SW ein von West nach Ost parallel zur Hermsdorfer Straße geführter Zugangsweg (Rampenweg) mit Stützmauer und Eisengeländer zur SW-Pforte, Wege von der Brücke und Pforte zur Kirche, ein um die Kirche herum geführter Weg.
  - Bodenrelief: der Kirchhof liegt auf einer Plateaufläche die im Norden, Osten und Süden durch eine Stützmauer gehalten wird, ein Rampenweg im SW.
  - Gehölze: vor dem Nordtor am Treppenweg ein Solitärbaum (Eiche), an der ehem. Ostpforte vor der Einfriedungsmauer außerhalb des Kirchhofs ein Solitärbaum Linde, am Weg von der ehem. Ostpforte zur Kirche eine Baumreihe (3 Linden mit unterschiedlichem Kronenansatz und ein Stubben), im SO der Kirche ein Solitärbaum (Linde mit drei Hauptästen) und ein Stubben, am Weg vom Nord-Tor zur Kirche Rhododendron vor der Mauer zum Pfarrgarten.
  - Blickbeziehung: vom Norden Blickbezug zum Kirchturm vom Treppenweg (der Turm wird links vom hohen Stamm der Eiche betont) und Nordtor sowie Weg vom Tor zur Kirche, von der ehem. Ost-Pforte zum Kirchturm (die Stämme der Baumreihe leiten den Blick), vom NW-Tor des Friedhofs über die Brücke zur Kirche und vom Friedhof zur Kirche, ehemals vom Kirchhof über die Brüstungsmauer nach Norden und Osten in das Tal des Lockwitzbaches (z. T. Sicht verstellt durch Wohnbauten), aus dem Schlossgarten zum Kirchturm.
6. ↑  Pfarrgarten Kreischa
  - Einfriedung: an der Lungkwitzer Straße um den nordöstlichen Gartenbereich im SO, NO und NW Einfriedungszaun mit Zaunpfeilern mit Sandsteinaufsatz, abgetreppter Sockel aus polygonalen Sandsteinen mit quaderförmigen Abdecksteinen aus Sandstein, zwischen den Sandsteinpfeilern zwei schmiedeeiserne Zaunfelder, in der Mitte zweier Zaunfelder ein Eisenpfeiler, Ost-Tor mit zwei höheren Torpfeilern aus Sandstein mit Sandsteinaufsatz, südliche Einfriedungsmauer als Stützmauer mit Brüstungsmauer aus Bruchsteinmauerwerk mit dachförmigem oberen Abschluss, SW-Tor mit zwei Torpfeilern aus Sandsteinmauerwerk mit Abdeckplatten aus Sandstein und Radabweisern aus Eisen, im Osten Einfriedungsmauer des Kirchhofs.
  - Erschließung: von der Lungkwitzer Straße über den Zufahrtsweg zum Kirchhof und Pfarrhaus sowie über den Zugangsweg (Treppenweg) an der NO-Ecke des Pfarrgartens, von der Hermsdorfer Straße durch das SW-Tor.
  - Bodenrelief: im NO Böschung zur tiefer liegenden Lungkwitzer Straße, Plateaufläche um das Pfarrhaus, Böschung zum höherliegenden Süd-Bereich des Pfarrgartens, Stützmauer als südliche Einfriedungsmauer.
  - Gehölze: Rhododendron an der Böschung im Süden des Pfarrhauses, malerischer Solitärbaum (Robinie) an der südlichen Einfriedungsmauer, Baumgruppe mit Koniferen an der Nordecke des Pfarrhauses, eine Linde in der Ost-Ecke und Nord-Ecke des Pfarrgartens, ein Solitärbaum und ein Stubben in der Nordecke, wenige Obstbäume im Obstgarten.
  - Wasser: Handschwengelpumpe im Süden des Pfarrhauses auf der höher liegenden Fläche des Pfarrgartens.
  - Blickbeziehung: aus dem Pfarrgarten über die westliche Einfriedungsmauer des Kirchhofs zur Kirche und über die südliche Einfriedungsmauer des Pfarrgartens zum Friedhof.
7. ↑  Villengarten Rosenstraße 12
  - Gartenteile: Ziergarten im Süden der Villa, Obst- und Gemüsegarten im Norden der Villa.
  - Einfriedung: südliche Einfriedungsmauer mit Stützmauer aus Sandsteinquadern mit bossierter Sichtfläche und aufgesetztem Zaun mit Sockel und Pfeilern aus Klinkermauerwerk (Zaunfelder nicht original), Tor und Tür mit drei Pfeilern aus Klinkermauerwerk (Tor- und Türflügel nicht original), östlicher Abschnitt der Einfriedung mit Stützmauer aus Sandsteinmauerwerk und aufgesetzten hohen Pfeilern aus Klinkermauerwerk, zwischen den Pfeilern Felder aus Klinkermauerwerk.
  - Erschließung: Zufahrtsweg vom Tor bis zur Villa, Plattenwege aus Natursteinplatten am Haus.
  - Bodenrelief: Gelände steigt von Süd nach Nord an, im Süd-Bereich des Gartens parallel zur Südfassade der Villa drei lange Rasenterrassen mit drei Rasenböschugen (ehem. Blumenbeete).
  - Gehölze: alter Baumbestand mit Solitärbäumen.
8. ↑  Rittergut Bärenklause, Gutspark
  - Einfriedung: an der Ost-Ecke des Herrenhauses nach NO ein kurzes Mauerstück aus Sandsteinquadern, ein Torpfeiler aus Sandstein mit profilierter Sandsteinabdeckplatte, daran ein konkav verlaufendes abgetrepptes Mauerstück aus Sandsteinquadern mit Sandsteinabdeckplatten, an diesem Tor zwei Torbäume (Pyramidenpappeln), an der Ost-Ecke des Herrenhauses nach SO ein Tor zum Wirtschaftshof mit zwei Sandsteinpfeilern und je einem kurzen Mauerstück aus Sandsteinquadern mit Sandsteinabdeckung, Reste der nordwestlichen Einfriedungsmauer, südwestliche und südliche Einfriedungsmauer aus Bruchsteinmauerwerk, SW-Tor zum Gutspark mit zwei Sandsteinpfeilern.
  - Bodenrelief: im Norden, NW und Westen des Herrenhauses ansteigender Hang, im NW des Herrenhauses in den Hang eingeschnittenes SO-NW-Tal (von hier der Wasserzulauf zum Teich), im Süd-Bereich des Gutsparks eine von Ost nach West leicht ansteigende rechteckige Fläche, im Westen dieser Fläche eine Böschung und ein halbkreisförmiges Plateau an der Einfriedungsmauer, Stützmauer und Keller im NW des Wirtschaftshofs.
  - Erschließung: die Straße „Am Teich“ ist die Zufahrtsstraße von SO zu zwei Toren (Tor zum Herrenhaus und Tor zum Wirtschaftshof), Weg an der NO-Grenze, Weg an der West-Grenze, SW-Tor zum Gutspark in der südwestlichen Einfriedungsmauer, im Park Weg im NW des Herrenhauses parallel zum NW-SO-Tal mit Anbindung zum Weg an der West-Grenze.
  - Wasserelement: im NO des Herrenhauses dreieckiger Teich mit Zulaufbecken im NW.
  - Gehölze: am Tor zum Herrenhaus Torbäume (zwei Pyramidenpappeln), an der NO-Grenze Baumreihe (Linden und Roteichen), an der West-Grenze und SW-Grenze Reste einer Baumreihe (Linden), an der West-Ecke Robinien und eine Linde, im Gutspark Solitärbäume und Baumgruppen (Kastanien, Linden, Bergahorn, Robinien, Buchen, Hainbuchen, zwei Platanen im SW des Herrenhauses, Schwarzkiefern), ein mehrstämmiger Solitärbaum (Linde) an der südwestlichen Einfriedungsmauer, in der SW-Ecke des Gutsparks Stubben von zwei Bergahorn, zwei alte Stubben im Westen des südlichen Parkbereichs.
  - Treppen: im SW des SO-NW-Tales Treppe mit zwölf Sandsteinstufen, am SW-Ufer des Teichs Treppe mit vier Sandsteinstufen, an der West-Ecke des Herrenhauses Treppe mit fünf Sandsteinstufen, im SW des Herrenhauses Treppe mit vier Stufen auf ein Plateau führend.
  - Ausstattung: zwei Sockel, eine Säule
  - Beeinträchtigung: Einfamilienhäuser und Gärten im Osten des Parks, Störung von Sichtbezügen aus dem Park in die Landschaft.
9. ↑  Rittergut Kleincarsdorf, Pavillon und Gutspark
  - Pavillon: an der SW-Ecke des Herrenhauses ein eingeschossiges Nebengebäude (Waschküche?), daran im rechten Winkel angebaut ein Pavillon mit kreisförmigen Grundriss, Sandsteinsockel, Sandsteinsäulen, Sandsteinbinder, Ziegeldach, Glasfenster, innen Holzverkleidung und bemalte Zierleisten, von hier besondere Aussicht in die umgebende Landschaft.
  - Gutspark – Einfriedung: im Osten Einfriedungsmauer (Stützmauer) aus Sandsteinmauerwerk mit Efeu überwachsen.
  - Gartenteile und Gehölze: im Osten des Herrenhauses Solitärbäume (zwei Kastanien, Linde, Stiel-Eiche und Eibe), im Westen des Herrenhauses ein rechteckiger Rasenplatz, in den Ecken dieser Fläche Strauchgruppen (Eibe, Buchsbaum, Flieder, Goldregen), westlich von dieser Fläche der Gutspark mit Solitärbäumen (Buche, Robinie, Esskastanie, Roteiche, Linde, Kugelahorn, zwei Spitzahorn, zwei Fichten), im Süden des Gutsparks ehemalige Zufahrt mit Allee (14 von ehemals 16 Pyramideneichen), eine durchgewachsene Hainbuchenhecke parallel zur südlichen Reihe der Allee, eine Pyramidenpappel an der Straße im SW des Gutsparks.
  - Erschließung: im Norden eine Zufahrt zum Gutshof, schmaler Weg mit Sandsteinplatten vor der Westfassade des Herrenhauses, von Westen ehem. Zufahrt mit Allee von Pyramideneichen.
  - Blickbeziehung: Blick vom erhaben liegenden Pavillon nach Südosten in die Landschaft.
10. ↑  Rittergut Kleincarsdorf: Im Innern des Herrenhauses ein kleiner neugotischer Raum erhalten. Der Zugang von der Straße wird durch ein mit der Parkmauer verbundenes, barockes Pförtnerhaus betont, an das das lange Stallgebäude anschließt. Das zweigeschossige Haus mit Walmdach und Holzschindelverkleidung am Obergeschoss, der Keller tonnengewölbt (Dehio Sachsen I, 1996).
  - Herrenhaus: massiv, Mitteltrakt dreigeschossig, Krüppelwalmdach, rechter Trakt zweigeschossig, Sandsteingewände, Sandsteinportal mit Schlussstein und Wappen, bezeichnet „IL“, oktogonaler Turm mit Zwiebelhaube und Wetterfahne, Wappenreliefs am Turm, rückwärtiger, zweigeschossiger Vorbau mit Rundbogenfenstern und Wappenzier, Wirtschaftsgebäude Fachwerk, Walmdach.
  - Pavillon: an der SW-Ecke des Herrenhauses ein eingeschossiges Nebengebäude (Waschküche?), daran im rechten Winkel angebaut ein Pavillon mit kreisförmigem Grundriss, Sandsteinsockel, Sandsteinsäulen, Sandsteinbinder, Ziegeldach, Glasfenster, innen Holzverkleidung und bemalte Zierleisten, von hier besondere Aussicht in die umgebende Landschaft.
11. ↑  Schloss und Stiftsgut Lungkwitz

Zur Geschichte der einzelnen Gebäude, siehe Belegarbeit von Sabine Knöfel, 1999, S. 4–7:

„Erste Planunterlagen … vermutlich erst aus der Bennemannschen Zeit. … um 1760: … Der von dem Herrenhaus umgebene Platz gilt als Schmuckhof oder Garten. Getrennt davon liegt der Wirtschafts- oder Ökonomiehof, ein geräumiger Platz mit Einfahrtstor und Mauern versehen, auf dem die erforderlichen Schuppen, Ställe und Wirtschaftsgebäude errichtet sind. Hinter dem östlich des Schlosses liegenden Wirtschaftsgebäude befindet sich noch ein Brauhaus und ein Back- und Milchhaus. – Diese Situation ist bis 1945 kaum verändert worden. Die Gebäude wurden im Laufe der Zeit aufgrund von Baufälligkeit oder infolge von Modernisierung durch einen Neubau ersetzt. In den 1830er Jahren bauliche Erweiterungen der Rittergutsanlage. So werden um 1930 neue Wirtschafts- und Stallgebäude gebaut. 1842 erfolgte der Bau des eigentlichen Stiftsgebäudes, Hofsituation wurde kaum verändert. Nur östlich des Stiftsgebäudes wurde durch den Bau des Stellmacherei- und des Brennereigebäudes die ursprüngliche Lage der Wirtschaftsbauten außerhalb des Hofes verändert. Nach 1945 wurden im Zuge der Bodenreform Teile der südlichen Wirtschaftsgebäude abgerissen, es kam zu Nutzungsänderungen. Bis 1989 keine umfangreichen Rekonstruktionen oder Sanierungen. Von der Dippoldiswalder Straße her kommend durchquert man den säulenflankierten Hof und findet zu beiden Seiten des Hofeinganges die ältesten noch erhaltenen Gebäude. Rechter Hand vom Haupteingang liegt das zweigeschossige ehemalige Stallgebäude, auch Turmgebäude genannt. Es wurde um 1550 erbaut, Krüppelwalmdach, Fledermausgaupen, langgestreckter Bau mit 12 Fensterachsen. Auf der Hofseite ist ein polygonaler Treppenturm mit Uhr und Glocke, Welscher Haube und Laterne mit Pyramidenspitze und Wetterfahne mittig angeordnet. An Fassade Bruchsteinmauerwerk partiell sichtbar, die Fenster im Obergeschoss sind sandsteingefasst. 1699 bis 1729 (unter Below) wahrscheinlich Erneuerungen und Umbauten am Turmgebäude. Er ist Stifter der Glocke, die folgende Inschrift trägt: „Anno 1704 goß mich Michael Weinhold / in Dresden. Diese Glocke hat im Monat May 1704 / Adolpff Friedrich v. Belav / aufhenken lassen. Damaliger Besitzer / dieses Guthes und Königl. Pol. und Churf. / Saechs. AmbtsHauptmann zu Pirna“. Sie ist im II. Weltkrieg vorm Einschmelzen verschont geblieben und 1952 nach Lungkwitz zurückgekehrt … Die Turmuhr wurde vor einigen Jahren aus denkmalpflegerischen und Sicherheitsgründen dem Mathematisch-Physikalischen Salon in Dresden als Dauerleihgabe übergeben. ...Bis 1945 war an Nordwand des Gebäudes eine Waage für Pferdewagen und Kutschen. … Seit 1993 Sicherungsmaßnahmen wegen starker Schäden im Dachbereich. .... Turmgebäude wird derzeit saniert. Das rechter Hand vom Hofeingang gelegene Schloss ist vermutlich von 1615 bis 1619 auf unregelmäßigem Grundriss errichtet oder umgebaut worden. Ursprung für die unsymmetrische Lage des Schlösschens kann dem Anpassen an die damals vorhandenen Gewässer zu verdanken sein. Das Gebäude besteht aus zwei leicht aus dem rechten Winkel verschobenen Flügeln. An dem breiteren, dreigeschossigen Nordflügel mit Spitzgiebeln an den Schmalseiten und Zwerchhaus an der südöstlichen Ecke schließt sich der nach Süden erstreckende zweigeschossige Westflügel an. Hofseitig wird der Bau durch einen in den inneren Winkel eingefügten achteckigen Treppenturm mit kegelförmiger Dachhaube erschlossen. An der Nordseite des Baus befand sich ein Anbau (Wintergarten, 1994 wegen Baufälligkeit abgerissen). – Fassade durch profiliertes Gurtgesims horizontal gegliedert, Fenster mit Sandsteingewänden. … Am Schlossgebäude ist an der Hofseite Steintafel, Inschrift: „In / dankbarer Erinnerung / an die vor hundert Jahren / erfolgte Gründung und Bestätigung / der Bennemannschen Stiftung / am 23. Mai 1872“. … Schloss mit markanter Dachlandschaft – steile Satteldächer, sieben Giebel, meist Zwerchgiebel – diese Giebel jeweils durch Dreiergruppen von zierlichen Obelisken gekrönt. Das Schlossgebäude bildet sowohl in sich als auch mit seinen Nebenbauten einen geräumigen rechteckigen Gutshof. Bau geprägt in Formen der späten Renaissance. Sein ursprüngliches Erscheinungsbild ist bis heute weitestgehend gewahrt. – Gegenüber dem Schlossgebäude, östlich davon, wurde 1842 anstelle eines vorher bestehenden baufälligen ‚Witwenhauses‘ oder ‚Steinhauses‘ das eigentliche ‚Bennemannsche Witwenstift‘, das Stiftsgebäude, unter der Administration des Regierungsrates Kreishauptmann v. Zschechwitz errichtet. Der vorherige Bau war ein ‚Wirthschafts-Gebäude … mit unten ein paar Stuben‘. Bei dem Stiftsgebäude handelt es sich um einen schlichten zweigeschossigen Wohnbau mit Drempelgeschoss und Walmdach. An den Längsseiten sind Schleppgaupen ausgebildet, zweiachsige Giebelbauten akzentuieren im Dachbereich die Längsachse des Gebäudes. Als Giebelzier dienen kleine Obelisken, die den Bezug zum Schloss herstellen. An der Westfassade zu beiden Seiten eines Portals sind kleinformatige gekoppelte Rundbogenfenster angeordnet. Auch die Fenster des Obergeschoss sind meist paarweise zusammengefasst. An der Westseite weist über dem Sitznischenportal mit profiliertem Rundbogen eine inschriftliche Bezeichnung ‚Witwen Stift von C.E. Benemannin / MDCCLX‘ auf die Bestimmung des Gebäudes und die Begründung der Stiftung hin. Ein weiteres Sitznischenportal an der Südfassade ist bezeichnet mit ‚Soli Deo Gloria / MDCCCXLII‘, das auf das Erbauungsjahr Bezug nimmt. Im Innern des Gebäudes ist die ursprüngliche kleinzellige Struktur der einzelnen Wohnbereiche noch gut erhalten. Jede der Witwen hatte eine ‚freundliche Stube mit Schlafzimmer … und alle gemeinschaftlich eine Küche, ein Speisegewölbe mit 6 Schränken, Wasch- und Badelocal.‘ Das Stiftsgebäude verfügt über verschiedene Details der Renaissance. Diese Elemente sind eine Anpassung an die sich im Gelände befindenden Bauten. Dieser Bau stellt damit zugleich ein markantes und frühes Zeugnis historisierender Tendenzen in der Architektur des 19. Jh. dar. – Nach Süden zu schließen sich in vormaliger Hufeisenform Wirtschafts- und Stallgebäude an. Gebäude südlich vom Witwenstift ist des ‚Pächters Wohnung‘ oder Verwalterhaus: zweigeschossiges Gebäude in schlichter Ausführung, mit Satteldächern, Schleppgaupen sowie Sandsteingewände an Fenstern und Türen. Eine Jahreszahl MDCCCXXXII (1832) weist vermutlich auf die Bauzeit hin. Das Gebäude diente als Wohnung des jeweiligen Pächters. Es enthielt außerdem noch eine Administratoren-Wohnung. Heute ist es ein Wohnhaus, 1950 Ausbau eines Mansardengeschosses. – Im Anschluss daran befindet sich ein ehemaliges Stall- und Wirtschaftsgebäude mit den Initialen JE v.T. (Trützschler, Administrator) 1882 (Gebäude 1967/1970 zu einem Wohnhaus ausgebaut). – Die Gebäude weisen fialenartige Giebelverzierungen auf, die entsprechende Motive an Schloss und Witwenstift variieren. … Östlich vom Stiftsgebäude liegt ehemalige Stellmacherei, heute Wohngebäude (um 1830). Zwischen Stiftsgebäude und Stellmacherei befand sich seit ca. 1760 das Brauhaus, … Abrissdatum unbekannt (nach 1935). Schräg gegenüber, östlich vom Pächterhaus, befand sich die Brennerei, vermutlich um 1830 erbaut, wahrscheinlich aber ein Umbau des Back- und Milchhauses (von 1760). … Bau nach 1945 abgerissen. … Im NW des Gutshofes liegt der Küchengarten, an seiner NW-Grenze steht das Orangeriegebäude mit einem roten Ziegeldach als Pendant zum Gutsgelände. Es ist in der Bennemannschen Phase schon vorhanden gewesen, im Laufe der Zeit mehrfach umgebaut, Nutzungsänderungen. … Nach der Wende mit dazugehörigem Gartengelände an Firma Sachsenland verkauft und rekonstruiert, – heute Wohnhaus.“
  - Schloss (Flurstück 291/1): massiv, dreigeschossig, unregelmäßiger Grundriss, Sandsteingewände, Rundbogenportal, Gurtgesims, Treppenturm, Schmuckgiebel, Satteldach, verändert.
  - Stallgebäude (stark gefährdet, Flurstück 291c): massiv, zweigeschossig, Bruchsteinmauerwerk, Fledermausgaupen, Krüppelwalmdach, Turm, Laterne, Wetterfahne.
  - Stiftsgebäude (Flurstück 291/1): zweigeschossig, Drempelgeschoss, zwei Rundbogenportale mit Sitznischen bezeichnet, gekoppelte Rundbogenfenster, Giebel mit Bekrönungen, Schleppgaupen, Inschrift des Westportals: „WittwenStift von C. E. Bennemannin/MDCCLX“, Inschrift des Südportals: „Soli Deo Gloria/MDCCCXLII“.
  - Ehemaliges Verwalterhaus, heute Wohnhaus (Flurstück 291/1): massiv, zweigeschossig, Sandsteingewände, Fensterverdachungen im Obergeschoss, Giebelverzierungen, Schleppgaupen, Satteldach.
  - Ehemaliges Stallgebäude, heute Wohnhaus (Flurstück 291b): massiv, zweigeschossig, Fassade bezeichnet, Sandsteingewände, Schleppgaupen, Satteldach, verändert, bezeichnet „I. E. v. T./MDCCCXXXII“.
  - Ehemalige Stellmacherei, heute Wohnhaus (Flurstück 291/2): massiv, eingeschossig, Sandsteingewände, Krüppelwalmdach, weitgehend unverändert erhalten.
  - Küchengarten: Einfriedung – nordöstliche Einfriedungsmauer aus Bruchsteinmauerwerk und NO-Tor mit zwei Sandsteintorpfeilern, zwei schmiedeeisernen Torflügeln, Sandsteinschwelle und Sandsteinstufe, südwestliche Einfriedungsmauer z. T. als Stützmauer mit Brüstungsmauer und Sandsteinabdeckplatten, Tor an der NW-Ecke.
  - Bodenrelief: von NW nach SO leicht ansteigendes Gelände, im NW vor der Orangerie eine niedrigere Ebene, im SO eine höhere Ebene, im SW der niedrigeren Ebene eine Böschung und eine weitere höher liegende Fläche zwischen Böschung und südwestlicher Einfriedungsmauer.
  - Wasser: zwei Brunnen mit Sandsteineinfassungen
  - Gehölze: wenige alte Obstbäume, Koniferen im SO der Orangerie
  - Allee: Auf der Rittergutswiese Kastanienallee in der Achse des NO-Tores des Küchengartens, von ehemals 2 × 18 = 36 Bäumen sind noch 14 erhalten, 8 Nachpflanzungen erfolgten nicht an den alten Standorten.
  - Baumreihe: Auf der südwestlichen Seite des Lockwitzbaches, zwischen Uferweg und Bach eine Baumreihe von 13 Pyramidenpappeln (ein Stubben)
  - Hof: Einfriedung: im SW des Schlosses südwestliche Einfriedungsmauer aus Bruchsteinmauerwerk mit Abdeckplatten aus Sandstein, zum zurückgesetzten Hoftor ein konkav verlaufender Mauerabschnitt, Hoftor mit zwei geraden Mauerabschnitten aus Bruchsteinmauerwerk mit Sandsteinabdeckplatten, im NW-Abschnitt eine Pforte, im SO-Abschnitt eine zugesetzte Pforte, zwei Torpfeiler aus Sandsteinquadern mit profilierten Sandsteinausätzen, im SO zwei Abschnitte einer Einfriedungsmauer aus Bruchsteinmauerwerk, zwischen diesen ein Tor, im NO des Stiftsgebäudes (Nummer 3) Reste einer Mauer mit einem im Bogen verlaufenden kurzen Abschnitt aus Sandsteinmauerwerk und einem gerade verlaufenden kurzen Abschnitt aus Ziegelmauerwerk mit Sandsteinabdeckplatten sowie ein Sandsteinpfeiler, auf der Hofseite des Schlosses ein im rechten Winkel verlaufender Zaun mit Sandsteinzaunpfeilern und schmiedeeisernen Zaunfeldern sowie einer Pforte mit einem schmiedeeisernen Türflügel.
  - Hofbefestigung: am Schloss eine Fläche mit Sandsteinplatten innerhalb der eingefriedeten Hoffläche, ein Wegespur mit Sandsteinplatten in Richtung des SW-Tores.
  - Gehölze: Solitärbäume am Hoftor (eine Kastanie und eine Esche rechts außen vor der Mauer, 2 Eschen links hinter der Mauer)
  - Ausstattung: eine Sandsteinbank auf der Hoffläche am Schloss
  - Ufer des Lockwitzbaches und bewaldeter Hang: Auf beiden Seiten ein Uferweg, auf der linken Seite (südwestliche Seite) die oben genannte Baumreihe von Pyramidenpappeln und Solitärbäume, zwei neue Brücken, eine Staustufe, schmale Wege und Treppen am Hang zu den Höhlen, Höhlen mit mehreren Eingängen, Räumen, Gängen und Lichtschächten.
12. ↑  Das Mühlengebäude zeigt den üblichen Aufbau einer Getreidemühle mit Turbinenraum im hinteren Teil, Transmissionskeller, Walzenstuhlboden (Erdgeschoss), Rohrboden und Sichterboden. Die Technik besteht aus der Haupttransmission und einer Fanal-Ausmahlmaschine, Firma Johannes Landgraf und Söhne, Modell 55 (wohl 1955, schlechter Zustand) im Transmissonskeller, dem über alle Etagen gehenden Bremsfahrstuhl, einer Francis-Spiralturbine der Firma Voith/Heidenheim (1914) im Turbinenraum (Mühlgraben nicht mehr erhalten), zwei Doppelwalzenstühlen der Firma Grosse aus Lohmen (1948/50 aufgestellt), einem Walzenstuhl (um 1900), einem Walzenstuhl der Firma Gebrüder Seck (1911), einer Quetsche (um 1900) einer Mischmaschine und einem Filterschrank mit Saugschlauchfilter der Firma Grosse aus Lohmen (unvollständig erhalten) – alles auf dem Walzenstuhlboden – und einem Plansichter der Firma Hans Reuther aus Nürnberg (Maschinenfabrik und Mühlenbauanstalt) und einem weiteren Filterschrank mit Saugschlauchfilter der Firma Grosse (ebenfalls unvollständig erhalten) auf dem Sichterboden.
13. ↑  Rittergut Theisewitz
  - Herrenhaus: massiv, zweigeschossig, Eckquaderung, Sandsteingewände, Mansarddach, im Keller Renaissance-Sitznischenportal des Vorgängerbaus.
  - Wirtschaftsgebäude: massiv, zweigeschossig, Satteldächer.
  - Scheunen: massiv, eingeschossig, Satteldächer, Rundbogenfenster und -tore.
  - Garten: nordwestlich des Gutshofes dreieckiger kleiner Garten, Höhenniveau liegt höher als das umliegende Gelände und wird durch Stützmauern aus Sandstein abgefangen, oberhalb der Stützmauern Einfriedung als Holzlattenzaun mit Sandsteinpfeilern, in der Westecke des Gartens Sitzecke mit Sandsteinmauer, Standort eines ehemaligen Holzpavillons, wertvoller Altgehölzbestand aus u. a. Blut-Buche (Fagus sylvatica f. purpurea), Rot-Buche (Fagus sylvatica), Winter-Linde (Tilia cordata), Ginkgo (Ginkgo biloba), Eibe (Taxus baccata), Weymouths-Kiefer (Pinus strobus) und Buxbaum (Buxus sempervirens).
  - Wirtschaftshof: in der Mitte des Hofes prägende Winter-Linde als Hofbaum.
  - Toreinfahrt: zweiflügligem Holztor mit Sandsteinpfeilern mit profilierter Abdeckung.
  - Umliegendes Gutsgelände: das nach Osten hin abfallende Gelände ist terrassiert und wird durch Böschungen abgefangen, südöstlich des Gutshofes sind noch einige wenige Obstgehölze erhalten (hier befanden sich früher Obstgärten).
14. ↑  Ehem. Rittergut Theisewitz, heute Helene-Maier-Stiftung. Der nördlich von Kreischa gelegene Ort 1288 erstmals urkundlich erwähnt. Von dem 1788 genannten, auf einer Anhöhe gelegenen Rittergut das Herrenhaus mit Wirtschaftsgebäuden erhalten, letztere zum Teil E. 18. Jh. Die Anlage wurde 1923 baulich verändert. Restaurierungen 1995f. Das langgestreckte barocke zweigeschossige Herrenhaus mit Mansardwalmdach und Stehgaupen, Putzquaderungen und zum Teil geschweiften Fensterverdachungen. Am schwach ausgebildeten Mittelrisalit kleiner Portalvorbau mit Putznutung und ebenfalls geschweifter Verdachung. Die angrenzenden Wirtschaftsgebäude zweigeschossig mit Satteldächern, zum Teil mit Torbögen (Dehio Sachsen I, 1996).

Herrenhaus: massiv, zweigeschossig, Eckquaderung, Sandsteingewände, Mansarddach, im Keller Renaissance-Sitznischenportal des Vorgängerbaus. Wirtschaftsgebäude: massiv, zweigeschossig, Satteldächer. Scheunen: massiv, eingeschossig, Satteldächer, Rundbogenfenster und -tore. Toreinfahrt: zweiflügligem Holztor mit Sandsteinpfeilern mit profilierter Abdeckung.
15. ↑  Rittergut Zscheckwitz
  - Herrenhaus: zweigeschossig, Dachhäuschen, Schleppgaupe, Fledermausgaupe, Dachreiter, Sandsteinfenstergewände, Mansardwalmdach, Fenstergitter im Erdgeschoss.
  - Stallgebäude: im Giebel bezeichnet, zweigeschossig, Satteldach, Stallgebäude mit einzigartigem Kreuzgewölbe.
  - Gutspark: südöstlich des ehemaligen Gutshofes gelegen, wertvoller Altgehölzbestand aus u. a. Winter-Linde (Tilia cordata), Sommer-Linde (Tilia platyphyllos), Spitz-Ahorn (Acer platanoides) und Esche (Fraxinus excelsior), darunter auch dendrologische Besonderheiten wie Blut-Buche (Fagus sylvatica f. purpurea), Geschlitztblättrige Buche (Fagus sylvatica ‚Laciniata‘) und Blut-Ahorn (Acer platanoides ‚Schwedleri‘), Baumreihe aus Rotdornen (Crataegus laevigata ‚Paul's Scarlet') entlang der Hauptfassade (Nordostfassade) des Herrenhauses, das ehemals kleinteilige Wegesystem kaum noch ablesbar (vgl. Grundriss für ein Eisenbahnproject zwischen Dresden, Kreischa u. Dippoldiswalda, 1879, SLUB, df_dk_0006702), ehemaliger Teich nicht mehr vorhanden.
  - Einfriedungsmauer: die Einfriedungsmauer umschloss ehemals den gesamten Gutshof und den Gutspark, heute noch an der Südostseite, an der Südwest- und Nordostseite nur noch in Resten erhalten, ehemals verputzte Bruchsteinmauer aus roten Sandstein, Hauptzugangstor südöstlich des Herrenhauses mit einem erhaltenen Pfeiler aus Sandstein und angrenzender heute zugesetzter Pforte und profiliertem Aufsatz, an Nordostseite zwei ehemalige Tore, an der Südwestseite ein weiteres Tor sowie eine Pforte an der Südostseite erkennbar.
16. ↑  Ehem. Rittergut Zscheckwitz. Erste urkundliche Erwähnung 1216. Von dem mehrfach umgebauten und erweiterten Vierseithof ein Stallgebäude aus dem 17. Jh. und das Herrenhaus von 1704/1747 erhalten, beide unter Einbeziehung der Reste ihrer Vorgängerbauten errichtet. Umbauten des Stallgebäudes 1804 und 1827 (Kopfbau und Dachstuhl). Restaurierungen 1995 f. Das barocke zweigeschossige Herrenhaus mit Mansardwalmdach, hoch aufragendem Glockenturm (1993 abgebrannt, Wiederherstellung vorgesehen) und Stehgaupen. Die zum Hof ausgerichtete Fassade durch rhythmisch angeordnete Fensterachsen gegliedert. Im Erdgeschoss Wohn- und Wirtschaftsräume um eine zentrale Eingangshalle mit Treppenhaus, im Obergeschoss ebenfalls eine zentrale Halle sowie ein ehem. Festsaal und herrschaftliche Räume. Schlichte
Stuckdecken aus der Erbauungszeit.
Das zweigeschossige Stallgebäude (Nordwestflügel) mit Satteldach. Im Mittelteil des Erdgeschosses eine beachtliche dreischiffige, neunjochige Halle mit fein gearbeiteten, achtseitigen Sandsteinsäulen und Kreuzgratgewölben zwischen gurt- und sichelförmigen Scheidbögen. In den Kopfbereichen ebenfalls Kreuzgratgewölbe mit unterschiedlicher Stützweite. Im Obergeschoss Gesindekammern und Futterboden, im Dachgeschoss Futterböden in zwei Ebenen (Dehio Sachsen I, 1996).
  - Herrenhaus: zweigeschossig, Dachhäuschen, Schleppgaupe, Fledermausgaupe, Dachreiter, Sandsteinfenstergewände, Mansardwalmdach, Fenstergitter im Erdgeschoss.
  - Stallgebäude: im Giebel bezeichnet, zweigeschossig, Satteldach, Stallgebäude mit einzigartigem Kreuzgewölbe.
  - Einfriedungsmauer: die Einfriedungsmauer umschloss ehemals den gesamten Gutshof und den Gutspark, heute noch an der Südostseite, an der Südwest- und Nordostseite nur noch in Resten erhalten, ehemals verputzte Bruchsteinmauer aus roten Sandstein, Hauptzugangstor südöstlich des Herrenhauses mit einem erhaltenen Pfeiler aus Sandstein und angrenzender heute zugesetzter Pforte und profiliertem Aufsatz, an Nordostseite zwei ehemalige Tore, an der Südwestseite ein weiteres Tor sowie eine Pforte an der Südostseite erkennbar.